# AFC Ajax in het seizoen 2012/13 (mannen)
In het seizoen 2012/2013 komt AFC Ajax uit in de Nederlandse Eredivisie. Het seizoen is begonnen op 25 juni 2012. Als regerend landskampioen opende Ajax het seizoen officieel met de strijd om de Johan Cruijff Schaal tegen PSV. Een week later werd het Eredivisieseizoen geopend tegen AZ. In de KNVB beker kwam Ajax tot de halve finale, waarin het werd uitgeschakeld door AZ. Ajax startte in de groepsfase van de UEFA Champions League 2012/13 samen in de poule met Real Madrid CF, Manchester City FC en Borussia Dortmund. Hierin eindigde Ajax als derde waardoor kwalificatie voor de tweede ronde van de UEFA Europa League 2012/13 werd behaald. Ajax werd hierin gekoppeld aan het Roemeense Steaua Boekarest. Over twee wedstrijden werd een gelijkspel behaald waardoor het aankwam op strafschoppen. Deze werden uiteindelijk verloren, waardoor Europese uitschakeling een feit was.

## Wedstrijdverslagen 2012/2013

### Vriendschappelijk 2012/2013
| zaterdag 30 juni, 14.30 uur | SV Huizen                                                                       | 1 - 3 ( 1 - 0 )  | AFC Ajax | : Siem de Jong, Jasper Cillessen |
| Sportpark De Wolfskamer, Huizen 3.000 toeschouwers Scheidsrechter: Roelof Luinge Vriendschappelijk | Stefano Denswil (ed) 18'                                                        |                  | '51 Davy Klaassen '61 Siem de Jong '62 Viktor Fischer | Basisopstelling AFC Ajax: Vermeer, Ligeon, Alderweireld, Denswil, Koppers, de Jong, Anita, Serero, Özbiliz, Sigþórsson, Ebecilio Reservebank AFC Ajax: Cillessen, van der Hart, Veltman, Dijks, Nieuwpoort, Bonevacia, de Sa, Klaassen, Fischer, Jody Lukoki Toegepaste Wissels AFC Ajax: '46 Cillessen Vermeer '46 Ligeon Dijks '46 Serero Nieuwpoort '46 Özbiliz Bonevacia '46 Sigþórsson Klaassen '46 Denswil de Sa '46 Koppers Fischer '46 Ebecilio Jody Lukoki '65 Alderweireld Denswil '85 Anita Koppers '85 de Jong Ebecilio   |
| Bijzonderheden: - Mitchell Dijks, Viktor Fischer, Stefano Denswill en Sven Nieuwpoort maakten allen hun officieus debuut voor AFC Ajax. - Jasper Cillessen nam in de 85ste minuut de aanvoerdersband over van Siem de Jong. |                                                                                 |                  | | |
| |                                                                                 |                  | | |
| woensdag 4 juli, 19.00 uur | VV Oldenzaal                                                                    | 0 - 11 ( 0 - 8 ) | AFC Ajax | :Siem de Jong, Ruben Ligeon, Jan Vertonghen |
| Sportpark De Thij, Oldenzaal 3.500 toeschouwers Scheidsrechter: Björn Kuipers Vriendschappelijk Trainingskamp De Lutte |                                                                                 |                  | '6 Viktor Fischer '12 Davy Klaassen '12 Aras Özbiliz '18 Aras Özbiliz '28 Thulani Serero '41 Viktor Fischer '43 Aras Özbiliz '45 Davy Klaassen '54 Lesly de Sa '68 Aras Özbiliz '74 Lesly de Sa | Basisopstelling AFC Ajax: Cillessen, Alderweireld, Denswil, Koppers, Ligeon, Anita, de Jong, Serero, Klaassen, Özbiliz, Fischer Reservebank AFC Ajax: van der Hart, Dijks, Nieuwpoort, Bonevacia, de Sa, Lukoki, Ebecilio, Blind, van Rhijn, Vertonghen Toegepaste Wissels AFC Ajax: '46 Cillessen van der Hart '46 Alderweireld Dijks '46 Denswil Nieuwpoort '46 Anita Bonevacia '46 de Jong de Sa '46 Klaassen Ebecilio '46 Fischer Lukoki '63 Koppers Blind '63 Ligeon van Rhijn '63 Serero Vertonghen '70 Özbiliz Fischer         |
| Bijzonderheden: - AFC Ajax won met deze zege de Vriendenloterij Vriendencup. - Mickey van der Hart maakte zijn officieus debuut voor AFC Ajax. - Ruben Ligeon nam in de rust de aanvoerdersband over van Siem de Jong. - Jan Vertonghen nam in de 63ste minuut de aanvoerdersband over van Ruben Ligeon. |                                                                                 |                  | | |
| |                                                                                 |                  | | |
| zaterdag 7 juli, 14.30 uur | FC Emmen                                                                        | 0 - 5 ( 0 - 3 )  | AFC Ajax | : Siem de Jong, Jasper Cillessen |
| Univé Stadion, Emmen 8.000 toeschouwers Scheidsrechter: Jochem Kamphuis Vriendschappelijk Trainingskamp De Lutte |                                                                                 |                  | '8 (ed) Kelvin Maynard '15 Kolbeinn Sigþórsson '28 Siem de Jong '51 Davy Klaassen '90 (ed) Michal Mravec                                                                                        | Basisopstelling AFC Ajax: Vermeer, Alderweireld, Blind, Koppers, van Rhijn, Anita, de Jong, Janssen, Sigþórsson, Özbiliz, Fischer Reservebank AFC Ajax: Cillessen, Dijks, Nieuwpoort, Denswil, Veltman, Bonevacia, de Sa, Serero, Klaassen, Lukoki, Ebecilio Toegepaste Wissels AFC Ajax: '45 Vermeer Jasper Cillessen '45 van Rhijn Nieuwpoort '45 Alderweireld Veltman '45 Blind Denswil '45 Koppers Dijks '45 Anita Bonevacia '45 Janssen Serero '45 de Jong Klaassen '45 Özbiliz Lukoki '45 Sigþórsson Ebecilio '45 Fischer de Sa |
| Bijzonderheden: - Met deze wedstrijd besloot AFC Ajax het trainingskamp in De Lutte. - Jan Vertonghen werd door Frank de Boer naar huis gestuurd omdat hij met zijn hoofd al in Londen zou zitten. Later op de dag werd zijn transfer naar Tottenham Hotspur FC afgerond. - Joël Veltman maakte zijn officieus debuut voor AFC Ajax. - Jasper Cillessen nam in de rust de aanvoerdersband over van Siem de Jong. |                                                                                 |                  | | |
| |                                                                                 |                  | | |
| woensdag 11 juli, 19.00 uur | SC Veendam                                                                      | 1 - 5 ( 1 - 2 )  | AFC Ajax | : Siem de Jong, Jasper Cillessen |
| Sportpark De Swadde, Buitenpost 4.200 toeschouwers Scheidsrechter: Jeroen Abbink Vriendschappelijk | Robert Katschner 13'                                                            |                  | '14 Aras Özbiliz '25 Siem de Jong '42 Viktor Fischer '85 Joël Veltman '87 Jody Lukoki | Basisopstelling AFC Ajax: Vermeer, van Rhijn, Alderweireld, Blind, Koppers, de Jong, Anita, Janssen, Özbiliz, Sigþórsson, Fischer Reservebank AFC Ajax: Cillessen, Ligeon, Veltman, Denswil, Dijks, Serero, Bonevacia, Klaassen, Lukoki, Arica, Ebecilio Toegepaste Wissels AFC Ajax: '45 Vermeer Jasper Cillessen '60 van Rhijn Ligeon '60 Alderweireld Veltman '60 Blind Denswil '60 Koppers Dijks '60 de Jong Serero '60 Anita Bonevacia '60 Janssen Klaassen '60 Özbiliz Lukoki '60 Sigþórsson Arica '60 Fischer Ebecilio         |
| Bijzonderheden: - In de 60ste minuut nam Jasper Cillessen de aanvoerdersband over van Siem de Jong. - Yener Arica maakte zijn officieus debuut voor AFC Ajax. |                                                                                 |                  | | |
| |                                                                                 |                  | | |
| zaterdag 14 juli, 18.00 uur | Vv Noordwijk                                                                    | 0 - 8 ( 0 - 3 )  | AFC Ajax | : Jasper Cillessen, Siem de Jong |
| Sportpark Duinwetering, Noordwijk 3.900 toeschouwers Scheidsrechter: - Vriendschappelijk |                                                                                 |                  | '7 Thulani Serero '17 Lasse Schöne '41 Ruben Ligeon '56 Lorenzo Ebecilio '58 (p) Davy Klaassen '72 Theo Janssen '82 Kolbeinn Sigþórsson '84 Kolbeinn Sigþórsson                                 | Basisopstelling AFC Ajax: Cillessen, Denswil, Dijks, Ligeon, Veltman, Bonevacia, Schöne, Serero, Ebecilio, Klaassen, Lukoki Reservebank AFC Ajax: Vermeer, Alderweireld, Blind, Koppers, van Rhijn, Anita, de Jong, Janssen, Fischer, Özbiliz, Sigþórsson Toegepaste Wissels AFC Ajax: '45 Cillessen Vermeer '45 Schöne Janssen '60 Ligeon van Rhijn '60 Veltman Alderweireld '60 Denswil Blind '60 Dijks Koppers '60 Serero Anita '60 Bonevacia de Jong '60 Lukoki Özbiliz '60 Klaassen Sigþórsson '60 Ebecilio Fischer              |
| Bijzonderheden: - Lasse Schöne maakte zijn officieuze debuut voor AFC Ajax en scoorde ook meteen in zijn eerste wedstrijd. - Siem de Jong nam in de 60ste minuut de aanvoerdersband over van Jasper Cillessen. |                                                                                 |                  | | |
| |                                                                                 |                  | | |
| zaterdag 21 juli, 19.00 uur | AFC Ajax                                                                        | 4 - 0 ( 3 - 0 )  | Celtic FC | : Siem de Jong |
| Amsterdam ArenA, Amsterdam 23.984 toeschouwers Scheidsrechter: Bas Nijhuis Lijnrechter: Berry Simons Lijnrechter: Jan de Vries Vierde Official: Maarten Ketting Vriendschappelijk | Siem de Jong 13' Kolbeinn Sigþórsson 21' Thulani Serero 27' Daley Blind (p) 66' |                  | '65 Charlie Mulgrew | Basisopstelling AFC Ajax: Vermeer, Alderweireld, Blind, Dijks, van Rhijn, Anita, de Jong, Serero, Fischer, Lukoki, Sigþórsson Reservebank AFC Ajax: Cillessen, Schöne, Klaassen, Denswil, Koppers, Ligeon, Veltman, Ebecilio, Özbiliz Toegepaste Wissels AFC Ajax: '45 Vermeer Cillessen '45 Schöne Serero '62 Sigþórsson Klaassen '77 Alderweireld Denswil '77 Blind Koppers '77 Dijks Ligeon '77 van Rhijn Veltman '77 Fischer Ebecilio '77 Lukoki Özbiliz                                                                          |
| Bijzonderheden: - Daley Blind maakte zijn allereerste doelpunt in het shirt van AFC Ajax. |                                                                                 |                  | | |
| |                                                                                 |                  | | |
| zaterdag 28 juli, 16.00 uur | Southampton FC                                                                  | 0 - 1 ( 0 - 0 )  | AFC Ajax | : Siem de Jong |
| St. Mary's Stadium, Southampton 5.713 toeschouwers Scheidsrechter: Lee Probert Vriendschappelijk |                                                                                 |                  | '65 Aras Özbiliz | Basisopstelling AFC Ajax: Vermeer, Alderweireld, Blind, Dijks, van Rhijn, Anita, de Jong, Janssen, Boerrigter, Özbiliz, Sigþórsson Reservebank AFC Ajax: Cillessen, Denswil, Koppers, Veltman, Schöne, Serero, Klaassen, Lukoki, Fischer Toegepaste Wissels AFC Ajax: '46 Boerrigter Fischer |
| |                                                                                 |                  | | |
| dinsdag 31 juli, 20.45 uur | Norwich City FC                                                                 | 1 - 1 ( 1 - 1 )  | AFC Ajax | : Gregory van der Wiel, Vurnon Anita, Siem de Jong |
| Carrow Road, Norwich 17.000 toeschouwers Scheidsrechter: Mike Jones Vriendschappelijk | Anthony Pilkington 7'                                                           |                  | '30 Lasse Schöne | Basisopstelling AFC Ajax: Cillessen, Denswil, Koppers, van der Wiel, Veltman, Eriksen, Schöne, Serero, Ebecilio, Klaassen, Lukoki Reservebank AFC Ajax: Vermeer, Alderweireld, van Rhijn, Özbiliz, Ligeon, Anita, de Jong Toegepaste Wissels AFC Ajax: '46 van der Wiel Ligeon '46 Eriksen Anita '70 Anita de Jong |
| |                                                                                 |                  | | |
| zondag 13 januari, 20.00 uur | CR Vasco da Gama                                                                | 1 - 0 ( 1 - 0 )  | AFC Ajax | : Siem de Jong |
| Estádio São Januário, Rio de Janeiro - toeschouwers Scheidsrechter: - Vriendschappelijk | Wendel Geraldo Maurício e Silva 16'                                             |                  | | Basisopstelling AFC Ajax: Vermeer, Blind, Moisander, van Rhijn, Veltman, Eriksen, Poulsen, Schöne, Boerrigter, de Jong, Sana Reservebank AFC Ajax: van der Hart, Fischer, Cillessen, Babel, Denswil, Dijks, Ligeon, Enoh, Andersen, Hoesen, Lukoki, Sigthórsson Toegepaste Wissels AFC Ajax: '46 Vermeer Cillessen '46 Boerrigter Babel '65 Blind Dijks '65 Moisander Denswil '65 van Rhijn Ligeon '65 Eriksen Andersen '65 Poulsen Enoh '65 de Jong Hoesen '65 Sana Lukoki '78 Babel Sigthórsson                                     |

### Johan Cruijff Schaal 2012
| | |                 | | |                                                                                         |
| zondag 5 augustus 2012, 18.00 uur Amsterdam ArenA, Amsterdam 50.000 toeschouwers Scheidsrechter: Björn Kuipers Lijnrechter: Sander van Roekel Lijnrechter: Erwin Zeinstra Vierde Official: Richard Liesveld Johan Cruijff Schaal | PSV Ola Toivonen 3' Jeremain Lens 11' Kevin Strootman 37' Ola Toivonen 53' Przemysław Tytoń 77' Georginio Wijnaldum 93' | 4 - 2 ( 2 - 1 ) | AFC Ajax '31 Mitchell Dijks '44 Toby Alderweireld '75 (ed) Marcelo '77 Theo Janssen '79 Siem de Jong '90 Toby Alderweireld | Opstelling AFC Ajax: Vermeer van Rhijn Alderweireld Blind Dijks 76' de Jong Anita Janssen Özbiliz Sigþórsson 75' Fischer 64' | Wissels AFC Ajax: Cillessen Ebecilio Klaassen 75' Schöne 64' Serero Koppers 76' Veltman |
| Bijzonderheden: - Mitchell Dijks, Viktor Fischer en Lasse Schöne, alle drie maakten hun officiële debuut voor AFC Ajax. | |                 | | |                                                                                         |

### KNVB beker 2012/2013

##### Tweede ronde
| |                           |                 | | |                                                                                        |
| woensdag 26 september 2012 20.45 uur Stadion Galgenwaard, Utrecht 21.678 toeschouwers Scheidsrechter: Bas Nijhuis Lijnrechter: Angelo Boonman Lijnrechter: Rob van de Ven Vierde Official: Rogier Honig Tweede ronde KNVB beker | FC Utrecht Nana Asare 54' | 0 - 3 ( 0 - 2 ) | AFC Ajax '11 Tobias Sana '15 Ryan Babel '32 Toby Alderweireld '37 Siem de Jong '47 Christian Poulsen '52 Christian Eriksen | Opstelling AFC Ajax: Cillessen van Rhijn Alderweireld 79' Moisander Blind de Jong Poulsen 76' Eriksen Sana Babel 58' Boerrigter | Wissels AFC Ajax: Vermeer Veltman 79' Sporkslede 76' Schöne Lukoki Dijks Sulejmani 58' |
| Bijzonderheden: - In de 58ste minuut werd de wedstrijd door scheidsrechter Bas Nijhuis voor een kwartier gestaakt omdat er vuurwerk en andere voorwerpen op het veld werden gegooid. - Fabian Sporkslede maakte zijn officiële debuut voor AFC Ajax. - Door deze overwinning plaatste Ajax zich voor de derde ronde van de KNVB beker. |                           |                 | | |                                                                                        |

##### Derde ronde
| |                           |                 |                                                                | |                                                                                            |
| woensdag 31 oktober 2012 20.45 uur Zuidersportpark, Sneek 7.500 toeschouwers Scheidsrechter: Pol van Boekel Derde ronde KNVB beker | ONS Sneek Leo de Wagt 69' | 0 - 2 ( 0 - 0 ) | AFC Ajax '74 Viktor Fischer '80 Eyong Enoh '88 Stefano Denswil | Opstelling AFC Ajax: Cillessen Ligeon Veltman Denswil Dijks Schöne Enoh Fischer Lukoki 74' Hoesen 71' Boerrigter 46' | Wissels AFC Ajax: van der Hart Alderweireld Blind Babel 74' Eriksen 71' Sana Sulejmani 46' |
| Bijzonderheden: - Viktor Fischer maakte zijn eerste officiële doelpunt voor AFC Ajax. - Verdediger Stefano Denswil maakte zijn officiële debuut en eerste officiële doelpunt voor AFC Ajax. - AFC Ajax plaatste zich door deze overwinning voor de Achtste Finale van de KNVB beker. |                           |                 |                                                                | |                                                                                            |

##### Achtste finale
| |                                 |                 |                                                                    | |                                                                                        |
| donderdag 20 december 2012 20.00 uur Euroborg, Groningen 22.000 toeschouwers Scheidsrechter: Reinold Wiedemeijer Lijnrechter: Wilco Lobbert Lijnrechter: Roger Geutjes Vierde Official: Jeroen Sanders Achtste Finale KNVB beker | FC Groningen Lorenzo Burnet 74' | 0 - 3 ( 0 - 1 ) | AFC Ajax '25 Siem de Jong '49 Christian Eriksen '60 Viktor Fischer | Opstelling AFC Ajax: Cillessen van Rhijn Veltman Moisander Blind Poulsen 61' Schöne Eriksen Boerrigter 72' Fischer de Jong 80' | Wissels AFC Ajax: Vermeer Alderweireld Enoh 61' Lukoki 72' Hoesen 80' Koppers Andersen |
| Bijzonderheden: - Door deze overwinning plaatste Ajax zich voor de kwartfinale van de KNVB Beker. |                                 |                 |                                                                    | |                                                                                        |

##### Kwartfinale
| |                              |                 | | |                                                                                        |
| donderdag 31 januari 2013 20.45 uur Univé Stadion, Emmen 2.300 toeschouwers Scheidsrechter: Richard Liesveld Lijnrechter: Adriaan Inia Lijnrechter: Frank Jansen Vierde Official: Tom van Sichem Kwartfinale KNVB beker | Vitesse Marco van Ginkel 35' | 0 - 4 ( 0 - 1 ) | AFC Ajax '7 Danny Hoesen '21 Niklas Moisander '59 Lasse Schöne '76 Derk Boerrigter '81 Lasse Schöne '81 Kolbeinn Sigthórsson '86 Kolbeinn Sigthórsson | Opstelling AFC Ajax: Cillessen van Rhijn Alderweireld Moisander Blind Schöne Eriksen de Jong Boerrigter 83' Hoesen 70' Lukoki 75' | Wissels AFC Ajax: Vermeer Poulsen 70' Sigthórsson 75' Sana Veltman Denswil Fischer 83' |
| Bijzonderheden: - Doordat op zaterdag 2 februari het dance-event Hardbass wordt georganiseerd kon deze wedstrijd niet gespeeld worden in het GelreDome. Na een week van overleg met KNVB en andere voetbalclubs is men uiteindelijk tot overeenstemming gekomen met FC Emmen om deze wedstrijd in het Univé-stadion af te werken. - Kolbeinn Sigthórsson maakte na lang blessureleed zijn rentree voor AFC Ajax. In de 81ste minuut luisterde hij zijn rentree op met een goal door een rebound binnen te schieten na de gemiste strafschop van Lasse Schöne. - Door deze overwinning plaatste AFC Ajax zich voor de halve finale van de KNVB Beker. |                              |                 | | |                                                                                        |

##### Halve finale
| |                             |                 |                                                                                                | |                                                                                         |
| woensdag 27 februari 2013 20.45 uur Amsterdam ArenA, Amsterdam 35.609 toeschouwers Scheidsrechter: Kevin Blom Lijnrechter: Patrick Langkamp Lijnrechter: Dave Goossens Vierde Official: Jochem Kamphuis Halve finale KNVB beker | AFC Ajax Viktor Fischer 80' | 0 - 3 ( 0 - 0 ) | AZ '74 Jozy Altidore '84 Johann Berg Gudmundsson '88 Johann Berg Gudmundsson '93 Jozy Altidore | Opstelling AFC Ajax: Cillessen van Rhijn Alderweireld Moisander Dijks Poulsen Schöne Serero 78' Boerrigter Hoesen 69' Lukoki 69' | Wissels AFC Ajax: Vermeer Blind Veltman Eriksen Fischer 69' de Jong 78' Sigthórsson 69' |
| Bijzonderheden: - Door deze nederlaag is AFC Ajax uitgeschakeld in de KNVB Beker. |                             |                 |                                                                                                | |                                                                                         |

### UEFA Champions League 2012/2013

#### Groepsfase
- De loting voor de Groepsfase van de UEFA Champions League 2012/13 vond plaats op 30 augustus 2012 in Monaco.  AFC Ajax werd gekoppeld aan de landskampioen van Spanje, Engeland en Duitsland in groep D.

| | |                 | | |                                                                                            |
| dinsdag 18 september 2012, 20.45 uur Signal Iduna Park, Dortmund 65.829 toeschouwers Scheidsrechter: Paolo Tagliavento Lijnrechter: Mauro Tonolini Lijnrechter: Lorenzo Manganelli Vierde Official: Nicola Nicoletti Doellijnrechter: Andrea De Marco Doellijnrechter: Mauro Bergonzi Groepsfase UEFA Champions League Wedstrijddag 1 | Borussia Dortmund Mats Hummels (p) 58' Robert Lewandowski 87'                                                                | 1 - 0 ( 0 - 0 ) | AFC Ajax '37 Tobias Sana '57 Ricardo van Rhijn                                                                        | Opstelling AFC Ajax: Vermeer van Rhijn Alderweireld Moisander Blind de Jong Poulsen Eriksen Sana 89' Babel 79' Boerrigter         | Wissels AFC Ajax: Cillessen Veltman Dijks Schöne 79' Serero Lukoki Sulejmani 89'           |
| Bijzonderheden: - Niklas Moisander, Christian Poulsen, Tobias Sana en Lasse Schöne maakten hun officiële Europese debuut voor AFC Ajax. - Kenneth Vermeer stopte in de 58ste minuut een penalty van Dortmund-speler Mats Hummels. | |                 | | |                                                                                            |
| | |                 | | |                                                                                            |
| woensdag 3 oktober 2012, 20.45 uur Amsterdam ArenA, Amsterdam 49.491 toeschouwers Scheidsrechter: Jonas Eriksson Lijnrechter: Mathias Klasenius Lijnrechter: Daniel Wärnmark Vierde Official: Stefan Wittberg Doellijnrechter: Michael Lerjeus Doellijnrechter: Martin Strömbergsson Groepsfase UEFA Champions League Wedstrijddag 2  | AFC Ajax Niklas Moisander 56'                                                                                                | 1 - 4 ( 0 - 1 ) | Real Madrid CF '42 Cristiano Ronaldo '48 Karim Benzema '58 Michael Essien '79 Cristiano Ronaldo '81 Cristiano Ronaldo | Opstelling AFC Ajax: Vermeer van Rhijn Alderweireld Moisander Blind Poulsen 69' Eriksen de Jong Sana 66' Babel 82' Boerrigter     | Wissels AFC Ajax: Cillessen Dijks Veltman Sporkslede 69' Schöne Hoesen 66' Lukoki 82'      |
| Bijzonderheden: - Danny Hoesen maakte zijn officiële debuut voor AFC Ajax. - Fabian Sporkslede speelde zijn eerste wedstrijd in de UEFA Champions League. | |                 | | |                                                                                            |
| | |                 | | |                                                                                            |
| woensdag 24 oktober 2012, 20.45 uur Amsterdam ArenA, Amsterdam 45.743 toeschouwers Scheidsrechter: Svein Moen Lijnrechter: Thomas Haglund Lijnrechter: Frank Andås Vierde Official: Erik Midthjell Doellijnrechter: Tommy Skjerven Doellijnrechter: Brage Sandmoen Groepsfase UEFA Champions League Wedstrijddag 3                    | AFC Ajax Daley Blind 29' Siem de Jong 45' Niklas Moisander 57' Christian Eriksen 68'                                         | 3 - 1 ( 1 - 1 ) | Manchester City FC '22 Samir Nasri '75 Aleksandar Kolarov '79 Yaya Touré                                              | Opstelling AFC Ajax: Vermeer van Rhijn Alderweireld Moisander Blind Schöne 89' Poulsen Eriksen Sana 74' de Jong Babe              | Wissels AFC Ajax: Cillessen Veltman Dijks Viktor Fischer Boerrigter 74' Enoh 89' Sulejmani |
| Bijzonderheden: - Dit was de eerste zege van Ajax in de Champions League van dit seizoen. | |                 | | |                                                                                            |
| | |                 | | |                                                                                            |
| dinsdag 6 november 2012, 20.45 uur Etihad Stadium, Manchester 40.222 toeschouwers Scheidsrechter: Peter Rasmussen Lijnrechter: Henrik Sønderby Lijnrechter: Niels Høg Vierde Official: Lars Hummelgaard Doellijnrechter: Kenn Hansen Doellijnrechter: Jakob Kehlet Groepsfase UEFA Champions League Wedstrijddag 4                    | Manchester City FC Yaya Touré 22' Sergio Agüero 74'                                                                          | 2 - 2 ( 1 - 2 ) | AFC Ajax '10 Siem de Jong '17 Siem de Jong '46 Daley Blind '85 Christian Poulsen                                      | Opstelling AFC Ajax: Vermeer van Rhijn Alderweireld Moisander Blind Poulsen 87' de Jong Schöne 78' Boerrigter 90+3' Eriksen Babel | Wissels AFC Ajax: Cillessen Veltman Dijks Enoh 78' Sana 90+3' Denswil Fischer 87'          |
| Bijzonderheden: - Viktor Fischer maakte zijn officiële debuut in de UEFA Champions League | |                 | | |                                                                                            |
| | |                 | | |                                                                                            |
| woensdag 21 november 2012, 20.45 uur Amsterdam ArenA, Amsterdam 48.913 toeschouwers Scheidsrechter: Pedro Proença Lijnrechter: Tiago Trigo Lijnrechter: Bertino Miranda Vierde Official: Venâncio Tomé Doellijnrechter: Duarte Gomes Doellijnrechter: Joao Carlos Capela Groepsfase UEFA Champions League Wedstrijddag 5              | AFC Ajax Eyong Enoh 18' Niklas Moisander 84' Danny Hoesen 86'                                                                | 1 - 4 ( 0 - 3 ) | Borussia Dortmund '8 Marco Reus '36 Mario Götze '41 Robert Lewandowski '53 Mario Götze '67 Robert Lewandowski         | Opstelling AFC Ajax: Vermeer van Rhijn Alderweireld Moisander Blind Poulsen 46' Enoh 63' de Jong Boerrigter 73' Eriksen Lukoki    | Wissels AFC Ajax: Cillessen Sana Schöne 46' Hoesen 63' Veltman Dijks Fischer 73'           |
| Bijzonderheden: - Het was voor het eerst in 16 jaar tijd dat Ajax in eigen stadion verloor van een Duitse tegenstander. - AFC Ajax is door deze nederlaag definitief uitgeschakeld voor overwintering in de UEFA Champions League. - Danny Hoesen maakte zijn eerste doelpunt in de Champions League                                  | |                 | | |                                                                                            |
| | |                 | | |                                                                                            |
| dinsdag 4 december 2012, 20.45 uur Estadio Santiago Bernabéu, Madrid 67.000 toeschouwers Scheidsrechter: Pavel Kralovec Lijnrechter: Roman Slyško Lijnrechter: Martin Wilczek Vierde Official: Antonin Kordula Doellijnrechter: Radek Příhoda Doellijnrechter: Michal Patak Groepsfase UEFA Champions League Wedstrijddag 6           | Real Madrid CF Cristiano Ronaldo 13' José Callejón 28' Kaká 49' Ricardo Carvalho 77' Cristiano Ronaldo 82' José Callejón 88' | 4 - 1 ( 2 - 0 ) | AFC Ajax '60 Derk Boerrigter                                                                                          | Opstelling AFC Ajax: Vermeer van Rhijn Alderweireld Moisander Blind Poulsen 40' de Jong Eriksen Boerrigter Hoesen 77' Fischer 77' | Wissels AFC Ajax: Cillessen Veltman Dijks Schöne 40' Enoh 77' Sana 77' Lukoki              |
| Bijzonderheden: - Christian Poulsen moest noodgedwongen in eerste helft het veld verlaten vanwege een hamstringblessure. - AFC Ajax plaatste zich ondanks dit verlies en door het verlies van Manchester City CF bij Borussia Dortmund toch voor de 2de ronde van de UEFA Europa League.                                              | |                 | | |                                                                                            |

###### Eindstand Poule D - UEFA Champions League 2012/2013
| #  | Club                  | GS | W | G | V | DV | DT | DS | P  |
| -- | --------------------- | -- | - | - | - | -- | -- | -- | -- |
| 1. | Borussia Dortmund (*) | 6  | 4 | 2 | 0 | 11 | 5  | +6 | 14 |
| 2. | Real Madrid CF (*)    | 6  | 3 | 2 | 1 | 15 | 9  | +6 | 11 |
| 3. | AFC Ajax (+)          | 6  | 1 | 1 | 4 | 8  | 16 | −8 | 4  |
| 4. | Manchester City FC    | 6  | 0 | 3 | 3 | 7  | 11 | −4 | 3  |

- (*) Geplaatst voor de Knock-outronde van de UEFA Champions League.
- (+) Geplaatst voor de 2de ronde van de UEFA Europa League.

### UEFA Europa League 2012/2013
- AFC Ajax plaatste zich op 4 december 2012 voor de Tweede Ronde van de UEFA Europa League. De loting vond plaats op 20 december 2012.

#### Tweede Ronde
| | |                 | | |                                                                                        |
| donderdag 14 februari 2013 19.00 uur Amsterdam ArenA, Amsterdam 51.493 toeschouwers Scheidsrechter: Stanislav Todorov Lijnrechter: Nikolay Angelov Lijnrechter: Ivo Kolev Vierde Official: Ivan Valchev Doellijnrechter: Nikolai Yordanov Doellijnrechter: Alexander Kostadinov UEFA Europa League Tweede Ronde                                                                                   | AFC Ajax Toby Alderweireld 28' Ricardo van Rhijn 48' Niklas Moisander 79' | 2 - 0 ( 1 - 0 ) | Steaua Boekarest '34 Jasmin Latovlevici '35 Alexandru Bourceanu '85 Mihai Pintilii '89 Mihai Pintilii                                                  | Opstelling AFC Ajax: Vermeer 46' van Rhijn Alderweireld Moisander Blind Schöne Eriksen de Jong Cuenca 73' Sigthórsson 82' Fischer  | Wissels AFC Ajax: Cillessen 46' Poulsen 73' Serero Boerrigter 82' Dijks Lukoki Veltman |
| Bijzonderheden: - Doelman Kenneth Vermeer bleef in de rust geblesseerd achter in de kleedkamer. Hij werd in de tweede helft vervangen door Jasper Cillessen. - Jasper Cillessen en Isaac Cuenca maakten beiden hun Europese Debuut voor AFC Ajax. | |                 | | |                                                                                        |
| | |                 | | |                                                                                        |
| donderdag 21 februari 2013 21.05 uur Arena Națională, Boekarest - toeschouwers Scheidsrechter: Paolo Tagliavento Lijnrechter: Andrea Stefani Lijnrechter: Lorenzo Manganelli Vierde Official: Elenito Di Liberatore Doellijnrechter: Luca Banti Doellijnrechter: Mauro Bergonzi UEFA Europa League Tweede Ronde                                                                                   | Steaua Boekarest Florin Gardoș 7' Jasmin Latovlevici 38' Andrei Prepelita 41' Lucian Filip 73' Vlad Chiricheș 76' Strafschoppenserie Raul Rusescu Stefan Nikolić Lucian Filip Jasmin Latovlevici | 2 - 0 ( 1 - 0 ) | AFC Ajax '33 Christian Eriksen '97 Siem de Jong '114 Christian Poulsen Strafschoppenserie Christian Eriksen Lasse Schöne Siem de Jong Niklas Moisander | Opstelling AFC Ajax: Vermeer van Rhijn Alderweireld Moisander Blind Eriksen Poulsen de Jong Cuenca 70' Sigthórsson 71' Fischer 82' | Wissels AFC Ajax: Cillessen Schöne 71' Boerrigter 70' Serero 82' Lukoki Veltman Dijks  |
| Bijzonderheden: - Na 90 minuten spelen stond er 2 - 0 op het scorebord. Doordat Ajax de thuiswedstrijd met 2 - 0 wist te winnen volgde er een verlenging waarin niet gescoord werd, waarop het moest aankomen op strafschoppen. Hierin was Steaua Boekarest te sterk met 4 benutte strafschoppen tegen 2 benutte strafschoppen van Ajax. Hierdoor werd Ajax uitschakeld in de UEFA Europa League. | |                 | | |                                                                                        |

### Nederlandse Eredivisie 2012/2013
| | |                 | | |
| zondag 12 augustus 2012, 16.30 uur | AFC Ajax | 2 - 2 ( 1 - 0 ) | AZ | : Siem de Jong |
| Amsterdam ArenA, Amsterdam 48.412 toeschouwers Scheidsrechter: Kevin Blom Lijnrechter: Berry Simons Lijnrechter: Charl Schaap 4de Official: Jeroen Sanders Speelronde 1 Nederlandse Eredivisie | Gregory van der Wiel 9' Daley Blind 45' Kolbeinn Sigþórsson 83'                                                                               |                 | '48 Jozy Altidore '50 Jozy Altidore '57 Niklas Moisander                                                                                   | Basisopstelling AFC Ajax: Vermeer, van der Wiel, Alderweireld, van Rhijn, Blind, Anita, de Jong, Serero, Lukoki, Sigþórsson, Schöne Reservebank AFC Ajax: Cillessen, Dijks, Denswil, Janssen, Klaassen, Sana, Fischer Toegepaste Wissels AFC Ajax: '46 Schöne Sana '77 Serero Klaassen '81 Blind Janssen                               |
| Bijzonderheden: - Tobias Sana maakte zijn officiële debuut voor AFC Ajax. | |                 | | |
| | |                 | | |
| zondag 19 augustus 2012, 16.30 uur | N.E.C. | 1 - 6 ( 0 - 4 ) | AFC Ajax | : Siem de Jong |
| Goffertstadion, Nijmegen 12.000 toeschouwers Scheidsrechter: Pieter Vink Lijnrechter: Bas van Dongen Lijnrechter: Marco Buijk Vierde Official: Maarten Ketting Speelronde 2 Nederlandse Eredivisie | Bram Nuytinck 63' |                 | '13 Jody Lukoki '17 Christian Eriksen '20 Tobias Sana '37 Theo Janssen '47 Mitchell Dijks '53 Siem de Jong '62 Jody Lukoki '83 Tobias Sana | Basisopstelling AFC Ajax: Vermeer, van der Wiel, Alderweireld, van Rhijn, Dijks, Eriksen, Schöne, Janssen, Lukoki, de Jong, Sana Reservebank AFC Ajax: Cillessen, Sigþórsson, Blind, Klaassen, Boerrigter, Serero, Veltman Toegepaste Wissels AFC Ajax: '63 van Rhijn Blind '63 Lukoki Boerrigter '79 Dijks Veltman                    |
| Bijzonderheden: - Mitchell Dijks maakte zijn officiële Eredivisiedebuut voor AFC Ajax. - Tobias Sana startte voor het eerst in de basisopstelling en maakte zijn eerste officiële doelpunt voor AFC Ajax. - Joël Veltman maakte zijn officiële Eredivisiedebuut voor AFC Ajax. - Omdat het deze dag zo heet was werden er tijdens de wedstrijd drinkpauzes gehouden. | |                 | | |
| | |                 | | |
| zaterdag 25 augustus 2012, 20.45 uur | AFC Ajax | 5 - 0 ( 3 - 0 ) | NAC Breda | : Siem de Jong |
| Amsterdam ArenA, Amsterdam 48.785 toeschouwers Scheidsrechter: Reinold Wiedemeijer Lijnrechter: Mario Diks Lijnrechter: Arie Brink Vierde Official: Edwin van de Graaf Speelronde 3 Nederlandse Eredivisie | Siem de Jong 3' Niklas Moisander 11' Tobias Sana 40' Thulani Serero 49' Siem de Jong 91'                                                      |                 | '67 Sepp De Roover '84 Eric Botteghin | Basisopstelling AFC Ajax: Vermeer, van der Wiel, Alderweireld, Moisander, Blind, Schöne, Eriksen, Serero, Sana, de Jong, Lukoki Reservebank AFC Ajax: Cillessen, van Rhijn, Dijks, Fischer, Klaassen, Boerrigter, Sulejmani Toegepaste Wissels AFC Ajax: '46 Lukoki Boerrigter '69 Sana Sulejmani '76 Eriksen Klaassen                 |
| Bijzonderheden: - Niklas Moisander maakte zijn officiële debuut voor AFC Ajax en scoorde meteen zijn eerste officiële doelpunt voor AFC Ajax. - Miralem Sulejmani maakte in de 69ste minuut zijn rentree in het eerste van AFC Ajax na een langdurige blessure. - Thulani Serero maakte zijn eerste officiële goal voor AFC Ajax | |                 | | |
| | |                 | | |
| zondag 2 september 2012, 16.45 uur | Sc Heerenveen | 2 - 2 ( 2 - 1 ) | AFC Ajax | : Siem de Jong |
| Abe Lenstra Stadion, Heerenveen 26.100 toeschouwers Scheidsrechter: Pol van Boekel Lijnrechter: Berry Simons Lijnrechter: Angelo Boonman Vierde Official: Jeroen Sanders Speelronde 4 Nederlandse Eredivisie | Filip Đuričić (p) 21' Alfred Finnbogason 30' Alfred Finnbogason 45' Arnold Kruiswijk 66' Ramon Zomer 69' Filip Đuričić 84'                    |                 | '13 Thulani Serero '47 Thulani Serero '53 Thulani Serero '75 Ricardo van Rhijn                                                             | Basisopstelling AFC Ajax: Vermeer, van Rhijn, Alderweireld, Moisander, Dijks, Eriksen, Schöne, Serero, Boerrigter, de Jong, Sana Reservebank AFC Ajax: Cillessen, Veltman, Blind, Fischer, Lukoki, Boccara, Sulejmani Toegepaste Wissels AFC Ajax: '62 Dijks Blind '72 Boerrigter Lukoki '77 Schöne Boccara                            |
| Bijzonderheden: - Deze wedstrijd stond gepland voor 16.30 uur maar werd met een kwartier uitgesteld omdat de spelers- en supportersbussen van AFC Ajax op de heenreis door een storing aan de Ketelbrug tussen Lelystad en Emmeloord in een file terechtkwamen. - Heerenveen-speler Filip Đuričić miste in de 21ste minuut een strafschop. - Ilan Boccara maakte zijn officiële debuut voor AFC Ajax. | |                 | | |
| | |                 | | |
| zaterdag 15 september 2012, 18.45 uur | AFC Ajax | 2 - 0 ( 0 - 0 ) | RKC Waalwijk | : Siem de Jong |
| Amsterdam ArenA, Amsterdam 51.068 toeschouwers Scheidsrechter: Richard Liesveld Lijnrechter: Frank Jansen Lijnrechter: Jan de Vries Vierde Official: Jochem Kamphuis Speelronde 5 Nederlandse Eredivisie | Lasse Schöne 52' Niklas Moisander 62' Jody Lukoki 69'                                                                                         |                 | '90 Denzel Slager | Basisopstelling AFC Ajax: Vermeer, van Rhijn, Alderweireld, Moisander, Blind, Poulsen, Schöne, Eriksen, Sana, de Jong, Boerrigter Reservebank AFC Ajax: Cillessen, Veltman, Dijks, Boccara, Babel, Lukoki, Sulejmani Toegepaste Wissels AFC Ajax: '46 Boerrigter Babel '68 Poulsen Lukoki '81 Sana Sulejmani                           |
| Bijzonderheden: - Thulani Serero was voor deze wedstrijd geschorst. - Christian Poulsen maakte zijn officiële debuut voor AFC Ajax. - Ryan Babel maakte zijn rentree bij AFC Ajax. - Lasse Schöne maakte zijn eerste officiële doelpunt voor AFC Ajax. - Miralem Sulejmani speelde zijn 100ste competitieduel voor AFC Ajax. In 100 competitiewedstrijden kwam hij tot 29 doelpunten. | |                 | | |
| | |                 | | |
| zondag 23 september 2012, 12.30 uur | ADO Den Haag | 1 - 1 ( 1 - 0 ) | AFC Ajax | : Siem de Jong |
| Kyocera Stadion, Den Haag 14.009 toeschouwers Scheidsrechter: Danny Makkelie Lijnrechter: Berry Simons Lijnrechter: Bas van Dongen Vierde Official: Jeroen Sanders Speelronde 6 Nederlandse Eredivisie | Tom Beugelsdijk 14' Jens Toornstra 66' |                 | '21 Lasse Schöne '62 Ryan Babel '83 Niklas Moisander                                                                                       | Basisopstelling AFC Ajax: Vermeer, van Rhijn, Alderweireld, Moisander, Blind, Schöne, Serero, Eriksen, Lukoki, de Jong, Babel Reservebank AFC Ajax: Cillessen, Veltman, Dijks, Poulsen, Sulejmani, Sana, Boerrigter Toegepaste Wissels AFC Ajax: '20 Serero Poulsen '46 Schöne Boerrigter '80 Lukoki Sulejmani                         |
| Bijzonderheden: - Thulani Serero moest al in de 20ste minuut noodgedwongen het veld met een liesblessure verlaten. Christian Poulsen was zijn vervanger. - Ryan Babel maakte zijn eerste doelpunt sinds zijn rentree bij AFC Ajax. | |                 | | |
| | |                 | | |
| zaterdag 29 september 2012, 20.45 uur | AFC Ajax | 1 - 0 ( 0 - 0 ) | FC Twente | : Siem de Jong |
| Amsterdam ArenA, Amsterdam 50.772 toeschouwers Scheidsrechter: Pieter Vink Lijnrechter: Erwin Zeinstra Lijnrechter: Mario Diks Vierde Official: Ed Janssen Speelronde 7 Nederlandse Eredivisie | Christian Eriksen 68' |                 | '45+1 Dušan Tadić '86 Wout Brama | Basisopstelling AFC Ajax: Vermeer, van Rhijn, Alderweireld, Moisander, Blind, Poulsen, Eriksen, de Jong, Boerrigter, Babel, Sana Reservebank AFC Ajax: Cillessen, Dijks, Veltman, Schöne, Sporkslede, Sulejmani, Lukoki Toegepaste Wissels AFC Ajax: '78 Boerrigter Sulejmani '87 Babel Sporkslede                                     |
| Bijzonderheden: - Fabian Sporkslede maakte zijn eerste officiële minuten voor AFC Ajax in de Nederlandse Eredivisie. - AFC Ajax bracht FC Twente in de zevende speelronde het eerste puntverlies van deze competitie toe. | |                 | | |
| | |                 | | |
| zondag 7 oktober 2012, 12.30 uur | AFC Ajax | 1 - 1 ( 1 - 0 ) | FC Utrecht | : Siem de Jong |
| Amsterdam ArenA, Amsterdam 48.836 toeschouwers Scheidsrechter: Jan Wegereef Lijnrechter: Hessel Steegstra Lijnrechter: Hans Olde Olthof Vierde Official: Karel van den Heuvel Speelronde 8 Nederlandse Eredivisie | Ryan Babel 6' |                 | '51 (ed) Fabian Sporkslede '65 Anouar Kali                                                                                                 | Basisopstelling AFC Ajax: Vermeer, van Rhijn, Alderweireld, Moisander, Blind, Poulsen, Eriksen, de Jong, Lukoki, Babel, Sana Reservebank AFC Ajax: Cillessen, Ligeon, Dijks, Schöne, Sporkslede Boerrigter, Hoesen Toegepaste Wissels AFC Ajax: '46 Poulsen Sporkslede '62 Lukoki Boerrigter '83 Blind Schöne                          |
| Bijzonderheden: - Het was voor de vijfde keer op rij dat AFC Ajax niet wist te winnen van FC Utrecht in de Eredivisie. - Christian Poulsen bleef in de rust achter in de kleedkamer met een enkelblessure. Fabian Sporkslede was zijn vervanger. - Fabian Sporkslede maakte in de 51ste minuut een eigen doelpunt. Hij is daarmee tot nu toe de jongste speler ooit die een eigen doelpunt maakte voor AFC Ajax. | |                 | | |
| | |                 | | |
| zaterdag 20 oktober 2012, 18.45 uur | Heracles Almelo | 3 - 3 ( 0 - 2 ) | AFC Ajax | : Siem de Jong |
| Polman Stadion, Almelo 8.500 toeschouwers Scheidsrechter: Kevin Blom Lijnrechter: Wilco Lobbert Lijnrechter: Richard Slot Vierde Official: Jeroen Abbink Speelronde 9 Nederlandse Eredivisie | Lerin Duarte 13' Mike te Wierik 61' Thomas Bruns 64' Mike te Wierik 66' Thomas Bruns 80' Luís Pedro 90'                                       |                 | '10 (ed) Ben Rienstra '25 Lasse Schöne '60 Ricardo van Rhijn '62 Tobias Sana                                                               | Basisopstelling AFC Ajax: Vermeer, van Rhijn, Alderweireld, Blind, Poulsen, Schöne, Eriksen, de Jong, Sana, Boerrigter Reservebank AFC Ajax: Cillessen, Veltman, Dijks, Fischer, Babel, de Sa, Ligeon Toegepaste Wissels AFC Ajax: '46 Boerrigter Babel '77 Sana de Sa '84 Schöne Fischer                                              |
| Bijzonderheden: - Verdediger Toby Alderweireld speelde zijn 100ste wedstrijd in het shirt van Ajax. Hij maakte op 18 januari 2009 zijn debuut in de hoofdmacht van Ajax. In 100 wedstrijden scoorde Alderweireld 5 keer. - Viktor Fischer maakte zijn officiële debuut in de Nederlandse Eredivisie. | |                 | | |
| | |                 | | |
| zondag 28 oktober 2012, 12.30 uur | Feyenoord | 2 - 2 ( 1 - 1 ) | AFC Ajax | : Siem de Jong |
| Stadion Feijenoord, Rotterdam 48.000 toeschouwers Scheidsrechter: Bas Nijhuis Lijnrechter: Angelo Boonman Lijnrechter: Rob van de Ven Vierde Official: Reinold Wiedemeijer Speelronde 10 Nederlandse Eredivisie | Jean-Paul Boëtius 23' Lex Immers 48' Stefan de Vrij 50' Bruno Martins Indi 52' Jordy Clasie 84' Graziano Pellè 90' Graziano Pellè 90+1'       |                 | '12 Christian Eriksen '16 Niklas Moisander '48 Siem de Jong '75 Niklas Moisander '84 Siem de Jong                                          | Basisopstelling AFC Ajax: Vermeer, van Rhijn, Alderweireld, Moisander, Blind, Schöne, Poulsen, Eriksen, Sana, de Jong, Babel Reservebank AFC Ajax: Cillessen, Veltman, Dijks, Fischer, Boerrigter, Enoh, Sulejmani Toegepaste Wissels AFC Ajax: '46 Sana Sulejmani '78 Schöne Dijks '89 Babel Enoh                                     |
| Bijzonderheden: - Verdediger Niklas Moisander kreeg in de 75ste minuut zijn tweede gele kaart van de wedstrijd en werd met rood van het veld gestuurd. Hierdoor mist hij de thuiswedstrijd tegen Vitesse. | |                 | | |
| | |                 | | |
| zaterdag 3 november 2012, 18.45 uur | AFC Ajax | 0 - 2 ( 0 - 1 ) | Vitesse | : Siem de Jong |
| Amsterdam ArenA, Amsterdam 50.965 toeschouwers Scheidsrechter: Björn Kuipers Lijnrechter: Sander van Roekel Lijnrechter: Erwin Zeinstra Vierde Official: Jeroen Sanders Speelronde 11 Nederlandse Eredivisie | Daley Blind 41' Stefano Denswil 79' |                 | '38 Wilfried Bony '46 Wilfried Bony '78 Theo Janssen                                                                                       | Basisopstelling AFC Ajax: Vermeer, van Rhijn, Alderweireld, Denswil, Blind, Poulsen, Eriksen, de Jong, Schöne, Sana, Babel Reservebank AFC Ajax: Cillessen, Veltman, Dijks, Enoh, Andersen, Fischer, Boerrigter Toegepaste Wissels AFC Ajax: '57 Poulsen Fischer '65 Sana Boerrigter                                                   |
| Bijzonderheden: - Niklas Moisander was geschorst voor deze wedstrijd, doordat hij in de vorige speelronde tijdens de uitwedstrijd tegen Feyenoord een rode kaart kreeg. | |                 | | |
| | |                 | | |
| zondag 11 november 2012, 14.30 uur | PEC Zwolle | 2 - 4 ( 0 - 2 ) | AFC Ajax | : Siem de Jong |
| IJsseldelta Stadion, Zwolle 11.324 toeschouwers Scheidsrechter: Dennis Higler Lijnrechter: Peter Janson Lijnrechter: Joost van Zuilen Vierde Official: Rogier Honig Speelronde 12 Nederlandse Eredivisie | Youness Mokhtar 66' Denni Avdić 81' Jesper Drost 83'                                                                                          |                 | '12 Toby Alderweireld '32 Viktor Fischer '48 Viktor Fischer '76 Siem de Jong                                                               | Basisopstelling AFC Ajax: Vermeer, van Rhijn, Alderweireld, Blind, Dijks, Enoh, de Jong, Eriksen, Boerrigter, Babel, Fischer Reservebank AFC Ajax: Cillessen, Veltman, Denswil, Poulsen, Schöne, Sana, Lukoki Toegepaste Wissels AFC Ajax: '6 Babel Schöne '25 Alderweireld Veltman '75 Boerrigter Lukoki                              |
| Bijzonderheden: - In de 6de minuut viel Ryan Babel geblesseerd uit. Tijdens een ongelukkige botsing raakte zijn schouder uit de kom. - Toby Alderweireld viel in de 25ste minuut uit met een liesblessure. | |                 | | |
| | |                 | | |
| zaterdag 17 november 2012, 19.45 uur | AFC Ajax | 2 - 0 ( 0 - 0 ) | VVV-Venlo | : Siem de Jong |
| Amsterdam ArenA, Amsterdam 49.395 toeschouwers Scheidsrechter: Serdar Gözübüyük Lijnrechter: Patrick Gerritsen Lijnrechter: Jac Schenkels Vierde Official: Jeroen Manschot Speelronde 13 Nederlandse Eredivisie | Derk Boerrigter 47' Danny Hoesen 84' |                 | | Basisopstelling AFC Ajax: Cillessen, van Rhijn, Veltman, Moisander, Blind, Poulsen, Schöne, Eriksen, de Jong, Boerrigter, Fischer Reservebank AFC Ajax: van der Hart, Dijks, Enoh, Denswil, Sana, Lukoki, Hoesen, Toegepaste Wissels AFC Ajax: '62 Boerrigter Lukoki '72 Eriksen Hoesen '78 Blind Dijks                                |
| Bijzonderheden: - Doelman Jasper Cillessen verving de vanwege griep afwezige Kenneth Vermeer. - Danny Hoesen maakte zijn eerste officiële doelpunt voor AFC Ajax. | |                 | | |
| | |                 | | |
| zondag 25 november 2012, 12.30 uur | Roda JC Kerkrade | 1 - 2 ( 1 - 0 ) | AFC Ajax | : Siem de Jong |
| Parkstad Limburg Stadion, Kerkrade 17.159 toeschouwers Scheidsrechter: Pieter Vink Lijnrechter: Roger Geutjes Lijnrechter: Hessel Steegstra Vierde Official: Jeroen Abbink Speelronde 14 Nederlandse Eredivisie | Guus Hupperts 14' Jimmy Hempte 54' Sanharib Malki 58' Martijn Monteyne 67' Danilo 78'                                                         |                 | '57 Siem de Jong '82 Christian Eriksen '88 Lasse Schöne                                                                                    | Basisopstelling AFC Ajax: Vermeer, van Rhijn, Alderweireld, Moisander, Blind, Poulsen, Eriksen, de Jong, Fischer, Hoesen, Boerrigter Reservebank AFC Ajax: Cillessen, Veltman, Schöne, Lukoki Toegepaste Wissels AFC Ajax: '59 Alderweireld Veltman '63 Schöne Hoesen '73 Boerrigter Lukoki                                            |
| Bijzonderheden: - AFC Ajax droeg tijdens deze wedstrijd rouwbanden vanwege het overlijden van Erelid André Kraan. Hij was 72 jaar lid en in verschillende functies actief binnen de club. André Kraan werd 85 jaar. - Danny Hoesen begon voor het eerst in de basisopstelling van Ajax. | |                 | | |
| | |                 | | |
| zaterdag 1 december 2012, 20.45 uur | AFC Ajax | 3 - 1 ( 1 - 1 ) | PSV | : Siem de Jong |
| Amsterdam ArenA, Amsterdam 51.064 toeschouwers Scheidsrechter: Björn Kuipers Lijnrechter: Sander van Roekel Lijnrechter: Erwin Zeinstra Vierde Official: Reinold Wiedemeijer Speelronde 15 Nederlandse Eredivisie | Siem de Jong 29' Ricardo van Rhijn 71' Danny Hoesen 72' Viktor Fischer 87'                                                                    |                 | '36 Jeremain Lens '57 Mark van Bommel '59 Luciano Narsingh '74 Dries Mertens                                                               | Basisopstelling AFC Ajax: Vermeer, van Rhijn, Alderweireld, Moisander, Blind, Poulsen, Eriksen, de Jong, Boerrigter, Hoesen, Fischer Reservebank AFC Ajax: Cillessen, Veltman, Dijks, Schöne, Sana, Enoh, Lukoki Toegepaste Wissels AFC Ajax: '70 Boerrigter Sana '76 Alderweireld Veltman '80 Hoesen Schöne                           |
| Bijzonderheden: - Toby Alderweireld verliet in de 76ste minuut het veld met lichte buikgriep. Joël Veltman was zijn vervanger. | |                 | | |
| | |                 | | |
| zaterdag 8 december 2012, 20.45 uur | AFC Ajax | 2 - 0 ( 1 - 0 ) | FC Groningen | : Siem de Jong |
| Amsterdam ArenA, Amsterdam 50.000 toeschouwers Scheidsrechter: Richard Liesveld Lijnrechter: Charl Schaap Lijnrechter: Berry Simons Vierde Official: Allard Lindhout Speelronde 16 Nederlandse Eredivisie | Siem de Jong 14' Derk Boerrigter 42' Lasse Schöne (p) 53'                                                                                     |                 | '13 Virgil van Dijk '53 Kees Kwakman '57 Nick Bakker '90+2 Oluwafemi Ajilore                                                               | Basisopstelling AFC Ajax: Vermeer, van Rhijn, Alderweireld, Moisander, Blind, Schöne, Eriksen, de Jong, Boerrigter, Hoesen, Fischer Reservebank AFC Ajax: Cillessen, Dijks, Veltman, Andersen, Sulejmani, Lukoki, Enoh Toegepaste Wissels AFC Ajax: '67 Boerrigter Jody Lukoki '79 Hoesen Andersen                                     |
| Bijzonderheden: - Voorafgaande aan deze wedstrijd en alle andere wedstrijden in het Betaald Voetbal in Nederland werd 1 minuut stilte gehouden vanwege het overlijden van grensrechter Richard Nieuwenhuizen. Nieuwenhuizen werd zondag 2 december 2012 tijdens de wedstrijd SC Buitenboys B3 - SV Nieuw Sloten B1 dusdanig mishandeld door spelers van Nieuw Sloten dat hij een dag later overleed. Tevens speelden alle teams met rouwbanden. - Siem de Jong miste in de 14de minuut van de wedstrijd een strafschop. - Lucas Andersen maakte zijn officiële debuut voor AFC Ajax. | |                 | | |
| | |                 | | |
| zondag 16 december 2012, 16.30 uur | Willem II | 2 - 4 ( 2 - 2 ) | AFC Ajax | : Siem de Jong |
| Koning Willem II Stadion, Tilburg 10.000 toeschouwers Scheidsrechter: Kevin Blom Lijnrechter: Patrick Langkamp Lijnrechter: Frank Jansen Vierde Official: Davy Otto Speelronde 17 Nederlandse Eredivisie | Aurélien Joachim 16' Genaro Snijders 28' |                 | '11 Siem de Jong '14 Danny Hoesen '72 Niklas Moisander '87 Jody Lukoki                                                                     | Basisopstelling AFC Ajax: Vermeer, van Rhijn, Alderweireld, Moisander, Blind, Schöne, Eriksen, de Jong, Fischer, Hoesen, Boerrigter Reservebank AFC Ajax: Cillessen, Dijks, Veltman, Enoh, Poulsen, Sana, Lukoki Toegepaste Wissels AFC Ajax: '67 Fischer Lukoki '76 Hoesen Poulsen '88 Boerrigter Sana                                |
| | |                 | | |
| zondag 23 december 2012, 12.30 uur | FC Utrecht | 0 - 0 ( 0 - 0 ) | AFC Ajax | : Siem de Jong |
| Stadion Galgenwaard, Utrecht 18.500 toeschouwers Scheidsrechter: Danny Makkelie Lijnrechter: Rob van de Ven Lijnrechter: Rob Meenhuis Vierde Official: Jochem Kamphuis Speelronde 18 Nederlandse Eredivisie | Dave Bulthuis 17' Dave Bulthuis 90' |                 | '46 Daley Blind '63 Derk Boerrigter | Basisopstelling AFC Ajax: Vermeer, van Rhijn, Alderweireld, Moisander, Blind, Poulsen, Schöne, Eriksen, Boerrigter, de Jong, Fischer Reservebank AFC Ajax: Cillessen, Veltman, Enoh, Lukoki, Hoesen, Koppers, Andersen, Denswil Toegepaste Wissels AFC Ajax: '80 Fischer Hoesen                                                        |
| | |                 | | |
| zondag 20 januari 2013, 14.30 uur | AFC Ajax | 3 - 0 ( 2 - 0 ) | Feyenoord | : Siem de Jong |
| Amsterdam ArenA, Amsterdam 52.344 toeschouwers Scheidsrechter: Pol van Boekel Lijnrechter: Hessel Steegstra Lijnrechter: Mario Diks Vierde Official: Danny Makkelie Speelronde 19 Nederlandse Eredivisie | Viktor Fischer 7' Siem de Jong 28' Ricardo van Rhijn 38' Viktor Fischer 40' Christian Eriksen 63' Ricardo van Rhijn 63' Toby Alderweireld 85' |                 | '44 Daryl Janmaat '64 Lex Immers '80 Tonny Trindade de Vilhena                                                                             | Basisopstelling AFC Ajax: Vermeer, van Rhijn, Alderweireld, Moisander, Blind, Poulsen, Eriksen, Schöne, Boerrgiter, de Jong, Fischer Reservebank AFC Ajax: Cillessen, Dijks, Veltman, Enoh, Lukoki, Babel, Hoesen Toegepaste Wissels AFC Ajax: '60 Fischer Babel '67 Schöne Veltman '77 Boerrigter Enoh                                |
| Bijzonderheden: - Voorafgaand aan deze wedstrijd werd 1 minuut stilte gehouden ter nagedachtenis aan Wim Schoevaart. Schoevaart overleed op dinsdag 1 januari van dit jaar op 94-jarige leeftijd. Hij was Erelid van AFC Ajax en lid van de club sinds 1930. Ajax droeg tijdens de wedstrijd tevens rouwbanden. - Ricardo van Rhijn kreeg in 63ste minuut zijn tweede gele kaart van de wedstrijd na een overtreding op Feyenoord-speler Jean-Paul Boëtius. - Doelman Kenneth Vermeer stopte in de 64ste minuut een strafschop van Feyenoord-speler Lex Immers. - Tijdens de wedstrijd waren er 52.344 toeschouwers aanwezig. Dit was een nieuw record, mogelijk gemaakt door de uitbreiding van het stadion in de winterstop. | |                 | | |
| | |                 | | |
| 27 januari 2013, 12.30 uur | Vitesse | 3 - 2 ( 0 - 1 ) | AFC Ajax | : Siem de Jong |
| Gelredome, Arnhem 21.867 toeschouwers Scheidsrechter: Bas Nijhuis Lijnrechter: Angelo Boonman Lijnrechter: Rob van de Ven Vierde Official: Dennis Higler Speelronde 20 Nederlandse Eredivisie | Patrick van Aanholt 41' Theo Janssen 68' Patrick van Aanholt 79' Renato Ibarra 81'                                                            |                 | '30 Niklas Moisander '33 (ed) Goeram Kasjia '64 Christian Eriksen                                                                          | Basisopstelling AFC Ajax: Vermeer, Alderweireld, Veltman, Moisander, Blind, Poulsen, Eriksen, Schöne, Boerrigter, de Jong, Fischer Reservebank AFC Ajax: Cillessen, Ligeon, Koppers, Sana, Enoh, Lukoki, Hoesen Toegepaste Wissels AFC Ajax: '67 Fischer Sana '80 Boerrigter Lukoki '86 Moisander Hoesen                               |
| Bijzonderheden: - Ricardo van Rhijn was tijdens deze wedstrijd geschorst. | |                 | | |
| | |                 | | |
| zondag 3 februari 2013, 14.30 uur | VVV-Venlo | 0 - 3 ( 0 - 1 ) | AFC Ajax | : Siem de Jong |
| Seacon Stadion - De Koel -, Venlo 8.000 toeschouwers Scheidsrechter: Ruus Bossen Lijnrechter: Hans Olde Olthof Lijnrechter: Wilco Lobbert Vierde Official: Jeroen Manschot Speelronde 21 Nederlandse Eredivisie | Yanic Wildschut 31' |                 | '34 Siem de Jong '61 Viktor Fischer '82 Derk Boerrigter                                                                                    | Basisopstelling AFC Ajax: Vermeer, van Rhijn, Alderweireld, Denswil, Blind, Schöne, Poulsen, Eriksen, Lukoki, de Jong, Fischer Reservebank AFC Ajax: Cillessem, Dijks, Veltman, Boerrigter, Hoesen, Sana, Sigthórsson Toegepaste Wissels AFC Ajax: '72 Sigthórsson Lukoki '79 Schöne Boerrigter '83 Eriksen Hoesen                     |
| Bijzonderheden: - Verdediger Niklas Moisander was tijdens deze wedstrijd geschorst. | |                 | | |
| | |                 | | |
| zondag 10 februari 2013, 14.30 uur | AFC Ajax | 1 - 1 ( 0 - 1 ) | Roda JC Kerkrade | : Siem de Jong |
| Amsterdam ArenA, Amsterdam 50.000 toeschouwers Scheidsrechter: Serdar Gözübüyük Lijnrechter: Dave Goossens Lijnrechter: Charl Schaap Vierde Official: Maarten Ketting Speelronde 22 Nederlandse Eredivisie | Daley Blind 54' |                 | '39 Adil Ramzi '73 Filip Kurto '85 Mitchell Donald                                                                                         | Basisopstelling AFC Ajax: Vermeer, van Rhijn, Alderweireld, Moisander, Blind, Poulsen, Eriksen, Schöne, Cuenca, de Jong, Fischer Reservebank AFC Ajax: Cillessen, Dijks, Veltman, Lukoki, Serero, Boerrigter, Sigthórsson Toegepaste Wissels AFC Ajax: '62 Poulsen Sigthórsson '62 Cuenca Lukoki                                       |
| Bijzonderheden: - Isaac Cuenca maakte zijn officiële debuut voor AFC Ajax. De aanvaller werd in de winterstop voor een half jaar gehuurd van FC Barcelona. - Daley blind maakte zijn eerste officiële doelpunt voor AFC Ajax. | |                 | | |
| | |                 | | |
| zondag 17 februari 2013, 16.30 uur | RKC Waalwijk | 0 - 2 ( 0 - 2 ) | AFC Ajax | : Siem de Jong |
| Mandemakers Stadion, Waalwijk 6.000 toeschouwers Scheidsrechter: Reinold Wiedemeijer Lijnrechter: Frank Jansen Lijnrechter: Jan de Vries Vierde Official: Karel van den Heuvel Speelronde 23 Nederlandse Eredivisie | Rodney Sneijder 14' Robert Braber (p) 60' |                 | '22 Niklas Moisander '40 Christian Eriksen '62 Jody Lukoki '72 Lasse Schöne                                                                | Basisopstelling AFC Ajax: Vermeer, van Rhijn, Alderweireld, Moisander, Blind, Poulsen, Eriksen, Schöne, de Jong, Boerrigter, Lukoki Reservebank AFC Ajax: Cillessen, Dijks, Veltman, Fischer, Serero, Cuenca, Sigthórsson Reservebank AFC Ajax: Toegepaste Wissels AFC Ajax: '68 Blind Dijks '68 Eriksen Serero '80 Schöne Sigthórsson |
| Bijzonderheden: - Kenneth Vermeer keepte zijn 100ste wedstrijd in de Eredivisie. - Niklas Moisander speelde zijn 200ste Eredivisieduel. - Kolbeinn Sigthórsson speelde zijn 50ste Eredivisieduel. - Doelman Kenneth Vermeer stopte in de 60ste minuut een strafschop. | |                 | | |
| | |                 | | |
| zondag 24 februari 2013, 14.30 uur | AFC Ajax | 1 - 1 ( 0 - 1 ) | ADO Den Haag | : Siem de Jong |
| Amsterdam ArenA, Amsterdam 46.772 toeschouwers Scheidsrechter: Pol van Boekel Lijnrechter: Coen Droste Lijnrechter: Edwin de Vree Vierde Official: Rogier Honig Speelronde 24 Nederlandse Eredivisie | Lasse Schöne 85' |                 | '25 Mike van Duinen '30 Tjaronn Chery | Basisopstelling AFC Ajax: Vermeer, van Rhijn, Alderweireld, Moisander, Blind, de Jong, Schöne, Eriksen, Cuenca, Sigthórsson, Fischer Reservebank AFC Ajax: Cillessen, Veltman, Dijks, Poulsen, Serero, Lukoki, Boerrigter Toegepaste Wissels AFC Ajax: '70 Fischer Boerrigter '77 Moisander Serero                                     |
| | |                 | | |
| zaterdag 2 maart 2013, 20.45 uur | FC Twente | 0 - 2 ( 0 - 2 ) | AFC Ajax | : Siem de Jong |
| De Grolsch Veste, Enschede 30.000 toeschouwers Scheidsrechter: Ricahrd Liesveld Lijnrechter: Rob Meenhuis Lijnrechter: Arie Brinks Vierde Official: Reinold Wiedemeijer Speelronde 25 Nederlandse Eredivisie | |                 | '4 Niklas Moisander '27 Niklas Moisander '35 Toby Alderweireld                                                                             | Basisopstelling AFC Ajax: Vermeer, van Rhijn, Alderweireld, Moisander, Blind, Schöne, Eriksen, de Jong, Fischer, Sigthórsson, Boerrigter Reservebank AFC Ajax: Cillessen, Dijks, Hoesen, Serero, Lukoki, Veltman, Poulsen Toegepaste Wissels AFC Ajax: '72 Sigthórsson Boerrigter '86 Schöne Hoesen                                    |
| Bijzonderheden: - Christian Eriksen speelde zijn 100ste wedstrijd in de Nederlandse Eredivisie. | |                 | | |
| | |                 | | |
| zondag 10 maart 2013, 14.30 uur | AFC Ajax | 3 - 0 ( 2 - 0 ) | PEC Zwolle | : Siem de Jong, Niklas Moisander |
| Amsterdam ArenA, Amsterdam 51.650 toeschouwers Scheidsrechter: Tom van Sichem Lijnrechter: Mark Strijker Lijnrechter: Terry Hoekstra Vierde Official: Edwin Boot Speelronde 26 Nederlandse Eredivisie | Kolbeinn Sigthórsson 19' Siem de Jong 26' Derk Boerrigter 80'                                                                                 |                 | | Basisopstelling AFC Ajax: Vermeer, van Rhijn, Alderweireld, Moisander, Blind, Poulsen, Eriksen, de Jong, Schöne, Sigthórsson, Fischer Reservebank AFC Ajax: Cillessen, Denswil, Veltman, Serero, Boerrgiter, Lukoki, Hoesen Toegepaste Wissels AFC Ajax: '68 Sigthórsson Boerrigter '84 Eriksen Serero '86 de Jong Hoesen              |
| Bijzonderheden: - Door deze overwinning pakte Ajax voor het eerst dit seizoen de koppositie in de Eredivisie. | |                 | | |
| | |                 | | |
| zondag 17 maart 2013, 14.30 uur | AZ | 2 - 3 ( 0 - 2 ) | AFC Ajax | : Siem de Jong |
| AFAS Stadion, Alkmaar 17.016 toeschouwers Scheidsrechter: Björn Kuipers Lijnrechter: Sander van Roekel Lijnrechter: Erwin Zeinstra Vierde Official: Jeroen Sanders Speelronde 27 Nederlandse Eredivisie | Markus Henriksen 47' Jozy Altidore 74' Nick Viergever 83'                                                                                     |                 | '20 Siem de Jong '22 Daley Blind '26 Ricardo van Rhijn '54 Toby Alderweireld '59 Siem de Jong                                              | Basisopstelling AFC Ajax: Vermeer, van Rhijn, Alderweireld, Moisander, Blind, Poulsen, Eriksen, de Jong, Schöne, Sigthórsson, Fischer Reservebank AFC Ajax: Cillessen, Denswil, Ligeon, Serero, Boerrigter, Lukoki, Hoesen Toegepaste Wissels AFC Ajax: '56 Sigthórsson Hoesen '75 Fischer Boerrigter '90+2 Poulsen Denswil            |
| | |                 | | |
| zondag 31 maart 2013, 16.30 uur | AFC Ajax | 4 - 1 ( 2 - 0 ) | N.E.C. | : Siem de Jong |
| Amsterdam ArenA, Amsterdam 51.376 toeschouwers Scheidsrechter: Jan Wegereef Lijnrechter: Berry Simons Lijnrechter: Jan de Vries Vierde Official: Jeroen Manschot Speelronde 28 Nederlandse Eredivisie | Viktor Fischer 21' Rens van Eijden (ed) 25' Viktor Fischer 77' Ryan Babel 81'                                                                 |                 | '65 Kevin Conboy '78 Nick van der Velden                                                                                                   | Basisopstelling AFC Ajax: Vermeer, van Rhijn, Alderweireld, Moisander, Blind, Schöne, Eriksen, de Jong, Boerrigter, Sigthórsson, Fischer Reservebank AFC Ajax: Cillessen, Dijks, Veltman, Serero, Ryan Babel, Lukoki, Hoesen Toegepaste Wissels AFC Ajax: '72 Sigthórsson Babel '73 Boerrigter Hoesen '80 Eriksen Serero               |
| Bijzonderheden: - Ryan Babel maakte na twee maanden blessureleed zijn rentree voor Ajax. | |                 | | |
| | |                 | | |
| zondag 7 april 2013, 16.30 uur | AFC Ajax | 4 - 0 ( 1 - 0 ) | Heracles Almelo | : Siem de Jong |
| Amsterdam ArenA, Amsterdam 51.947 toeschouwers Scheidsrechter: Ruud Bossen Lijnrechter: Patrick Langkamp Lijnrechter: Roger Geutjes Vierde Official: Richard Martens Speelronde 29 Nederlandse Eredivisie | Lasse Schöne 13' Lasse Schöne 45' Kenneth Vermeer 48' Kolbeinn Sigþórsson 52' Siem de Jong 63' Ryan Babel 75' Christian Eriksen 84'           |                 | | Basisopstelling AFC Ajax: Vermeer, van Rhijn, Alderweireld, Moisander, Blind, Schöne, Eriksen, de Jong, Boerrigter, Sigthórsson, Fischer Reservebank AFC Ajax: Cillessen, Dijks, Veltman, Serero, Ryan Babel, Poulsen, Hoesen Toegepaste Wissels AFC Ajax: '50 Fischer Cillessen '63 Sigthórsson Babel '82 Boerrigter Hoesen           |
| Bijzonderheden: - Kenneth Vermeer werd in de 48ste minuut met een rode kaart van het veld gestuurd na een overtreding op Heracles-spits Geoffrey Castillion. Hij ontvangt later een schorsing voor twee wedstrijden. - Scheidsrechter Ruud Bossen floot zijn 600ste wedstrijd in het betaalde voetbal. | |                 | | |
| | |                 | | |
| zondag 14 april 2013, 16.30 uur | PSV | 2 - 3 ( 1 - 1 ) | AFC Ajax | : Siem de Jong |
| Philips Stadion, Eindhoven 34.500 toeschouwers Scheidsrechter: Björn Kuipers Lijnrechter: Sander van Roekel Lijnrechter: Erwin Zeinstra Vierde Official: Danny Makkelie Speelronde 30 Nederlandse Eredivisie | Jeremain Lens 43' Jeremain Lens 69' |                 | '33 Kolbeinn Sigthórsson '41 Viktor Fischer '52 Christian Eriksen '77 Derk Boerrigter                                                      | Basisopstelling AFC Ajax: Cillessen, van Rhijn, Alderweireld, Moisander, Blind, de Jong, Poulsen, Eriksen, Schöne, Sigthórsson, Fischer Reservebank AFC Ajax: Kramer, Dijks, Veltman, Serero, Babel, Boerrigter, Hoesen Toegepaste Wissels AFC Ajax: '69 Fischer Babel '75 Poulsen Boerrigter '86 Sigthórsson Hoesen                   |
| Bijzonderheden: - Doelman Kenneth Vermeer is geschorst voor deze wedstrijd doordat hij in de vorige wedstrijd tegen Heracles Almelo een rode kaart ontving. Doordat derde doelman Mickey van der Hart geblesseerd is neemt Ajax A1-doelman Chiel Kramer de positie van reservekeeper in. - Voor het eerst in 18 jaar wist Ajax 2 keer te winnen in 1 seizoen van PSV. | |                 | | |
| | |                 | | |
| vrijdag 19 april 2013, 20.00 uur | AFC Ajax | 1 - 1 ( 1 - 0 ) | SC Heerenveen | : Siem de Jong |
| Amsterdam ArenA, Amsterdam 51.701 toeschouwers Scheidsrechter: Serdar Gözübüyük Lijnrechter: Arend Brink Lijnrechter: Frank Jansen Vierde Official: Rogier Honig Speelronde 31 Nederlandse Eredivisie | Viktor Fischer 26' Ricardo van Rhijn 68' Lasse Schöne 86'                                                                                     |                 | '53 Alfreð Finnbogason '71 Pelé van Anholt '87 Yassine El Ghanassy                                                                         | Basisopstelling AFC Ajax: Cillessen, van Rhijn, Alderweireld, Moisander, Blind, de Jong, Poulsen, Eriksen, Schöne, Sigthórsson, Fischer Reservebank AFC Ajax: Kramer, Dijks, Veltman, Serero, Babel, Boerrigter, Hoesen Toegepaste Wissels AFC Ajax: '64 Poulsen Babel '82 Sigthórsson Boerrigter '90 Fischer Hoesen                   |
| Bijzonderheden: - Doelman Kenneth Vermeer is geschorst voor deze wedstrijd doordat hij in de wedstrijd tegen Heracles Almelo een rode kaart ontving. Doordat derde doelman Mickey van der Hart geblesseerd is neemt Ajax A1-doelman Chiel Kramer de positie van reservekeeper in. | |                 | | |
| | |                 | | |
| zaterdag 27 april 2013, 20.45 uur | NAC Breda | 0 - 2 ( 0 - 0 ) | AFC Ajax | : Siem de Jong |
| Rat Verlegh Stadion, Breda 19.000 toeschouwers Scheidsrechter: Richard Liesveld Lijnrechter: Bas van Dongen Lijnrechter: Hans Olde Olthof Vierde Official: Ed Janssen Speelronde 32 Nederlandse Eredivisie | Thilo Leugers 86' |                 | '47 Kolbeinn Sigthórsson '52 Tim Gilissen (ed)                                                                                             | Basisopstelling AFC Ajax: Vermeer, Ligeon, Alderweireld, Moisander, Blind, de Jong, Schöne, Eriksen, Babel, Sigthórsson, Fischer Reservebank AFC Ajax: Cillessen, Dijks, Veltman, Serero, Poulsen, Cuenca, Hoesen Toegepaste Wissels AFC Ajax: '70 Babel Hoesen '81 Sigthórsson Cuenca '86 Fischer Poulsen                             |
| Bijzonderheden: - Verdediger Ricardo van Rhijn was tijdens deze wedstrijd geschorst. - Isaac Cuenca maakte na twee maanden blessureleed zijn rentree voor Ajax. | |                 | | |
| | |                 | | |
| zondag 5 mei 2013, 12.30 uur | AFC Ajax | 5 - 0 ( 2 - 0 ) | Willem II | : Siem de Jong |
| Amsterdam ArenA, Amsterdam 51.963 toeschouwers Scheidsrechter: Danny Makkelie Lijnrechter: Wilco Lobbert Lijnrechter: Hessel Steegstra Vierde Official: Jochem Kamphuis Speelronde 33 Nederlandse Eredivisie | Kolbeinn Sigthórsson 12' Christian Eriksen 25' Viktor Fischer 68' Siem de Jong 82' Danny Hoesen 89'                                           |                 | ' 24 Kees van Buuren | Basisopstelling AFC Ajax: Vermeer, van Rhijn, Alderweireld, Moisander, Blind, de Jong, Schöne, Eriksen, Babel, Sigthórsson, Fischer Reservebank AFC Ajax: Cillessen, Dijks, Veltman, Serero, Poulsen, Boerrigter, Hoesen Toegepaste Wissels AFC Ajax: '46 Schöne Poulsen '71 Sigthórsson Hoesen '75 Fischer Boerrigter                 |
| Bijzonderheden: - Siem de Jong scoorde zijn 50ste doelpunt in de Eredvisie voor Ajax. - Ajax behaalde door deze overwinning zijn 32ste landstitel in zijn bestaan. - Trainer Frank de Boer werd voor de 8ste keer landskampioen van Nederland, 5 keer als speler en 3 keer als trainer. | |                 | | |
| | |                 | | |
| zondag 12 mei 2013, 14.30 uur | FC Groningen | 0 - 2 ( 0 - 1 ) | AFC Ajax | : - |
| Euroborg, Groningen - toeschouwers Scheidsrechter: - Lijnrechter: - Lijnrechter: - Vierde Official: - Speelronde 34 Nederlandse Eredivisie | |                 | | Basisopstelling AFC Ajax: Reservebank AFC Ajax: Toegepaste Wissels AFC Ajax: |
| Bijzonderheden: | |                 | | |

| Nederlandse Eredivisie 2012/13 |
| ------------------------------ |
| AFC Ajax 32ste titel           |

## Statistieken AFC Ajax 2012/2013

### Tussenstand AFC Ajax in Nederlandse Eredivisie 2012/2013
| Stand | Gespeeld | Gewonnen | Gelijk | Verloren | Punten | Doelpunten voor | Doelpunten tegen | Gele kaarten | Rode kaarten |
| ----- | -------- | -------- | ------ | -------- | ------ | --------------- | ---------------- | ------------ | ------------ |
| 1e    | 34       | 22       | 10     | 2        | 76     | 83              | 31               | 32           | 4            |

### Punten, stand en doelpunten per speelronde 2012/2013
| Speelronde                            | 1  | 2  | 3  | 4  | 5  | 6  | 7  | 8  | 9  | 10 | 11 | 12 | 13 | 14 | 15 | 16 | 17 | 18 | 19 | 20 | 21 | 22 | 23 | 24 | 25 | 26 | 27 | 28 | 29 | 30 | 31 | 32 | 33 | 34 | Totaal |
| ------------------------------------- | -- | -- | -- | -- | -- | -- | -- | -- | -- | -- | -- | -- | -- | -- | -- | -- | -- | -- | -- | -- | -- | -- | -- | -- | -- | -- | -- | -- | -- | -- | -- | -- | -- | -- | ------ |
| Aantal punten per speelronde          | 1  | 3  | 3  | 1  | 3  | 1  | 3  | 1  | 1  | 1  | 0  | 3  | 3  | 3  | 3  | 3  | 3  | 1  | 3  | 0  | 3  | 1  | 3  | 1  | 3  | 3  | 3  | 3  | 3  | 3  | 1  | 3  | 3  | 3  | 76     |
| Aantal punten na speelronde           | 1  | 4  | 7  | 8  | 11 | 12 | 15 | 16 | 17 | 18 | 18 | 21 | 24 | 27 | 30 | 33 | 36 | 37 | 40 | 40 | 43 | 44 | 47 | 48 | 51 | 54 | 57 | 60 | 63 | 66 | 67 | 70 | 73 | 76 | 76     |
| Stand na speelronde                   | 6e | 2e | 2e | 4e | 3e | 3e | 4e | 4e | 4e | 4e | 5e | 4e | 4e | 4e | 4e | 4e | 3e | 3e | 3e | 3e | 2e | 2e | 2e | 2e | 2e | 1e | 1e | 1e | 1e | 1e | 1e | 1e | 1e | 1e | 1e     |
| Aantal doelpunten per speelronde      | 2  | 6  | 5  | 2  | 2  | 1  | 1  | 1  | 3  | 2  | 0  | 4  | 2  | 2  | 3  | 2  | 4  | 0  | 3  | 2  | 3  | 1  | 2  | 1  | 2  | 3  | 3  | 4  | 4  | 3  | 1  | 2  | 5  | 2  | 83     |
| Aantal tegendoelpunten per speelronde | 2  | 1  | 0  | 2  | 0  | 1  | 0  | 1  | 3  | 2  | 2  | 2  | 0  | 1  | 1  | 0  | 2  | 0  | 0  | 3  | 0  | 1  | 0  | 1  | 0  | 0  | 2  | 1  | 0  | 2  | 1  | 0  | 0  | 0  | 31     |

### Statistieken seizoen 2012/2013
- In dit overzicht zijn alle statistieken van alle gespeelde wedstrijden in het seizoen 2012/2013 verwerkt.

|                          | Vriendschappelijk | Johan Cruijff Schaal | KNVB beker | UEFA Champions League | UEFA Europa League | Nederlandse Eredivisie | Totaal    |
| ------------------------ | ----------------- | -------------------- | ---------- | --------------------- | ------------------ | ---------------------- | --------- |
| Wedstrijden              | 9 van 9           | 1 van 1              | 5 van 5    | 6 van 6               | 2 van 2            | 34 van 34              | 57 van 57 |
| Gewonnen                 | 7 van 9           | 0 van 1              | 4 van 5    | 1 van 6               | 1 van 2            | 22 van 34              | 35 van 57 |
| Gelijk                   | 1 van 9           | 0 van 1              | 0 van 5    | 1 van 6               | 0 van 2            | 10 van 34              | 12 van 57 |
| Verloren                 | 1 van 9           | 1 van 1              | 1 van 5    | 4 van 6               | 1 van 2            | 2 van 34               | 10 van 57 |
| Thuis                    | 1 van 1           | 0 van 0              | 1 van 1    | 3 van 3               | 1 van 1            | 17 van 17              | 23 van 23 |
| Uit                      | 8 van 8           | 1 van 1              | 4 van 4    | 3 van 3               | 1 van 1            | 17 van 17              | 34 van 34 |
| Gele kaarten             | 0                 | 4                    | 5          | 9                     | 4                  | 34                     | 56        |
| Rode kaarten             | 0                 | 0                    | 0          | 0                     | 0                  | 4                      | 4         |
| 2 × geel in 1 wedstrijd  | 0                 | 0                    | 0          | 0                     | 0                  | 2                      | 2         |
| Aantal wissels toegepast | 78                | 3                    | 12         | 19                    | 6                  | 96                     | 214       |
| Doelpunten voor          | 38                | 2                    | 8          | 12                    | 2                  | 83                     | 145       |
| Doelpunten tegen         | 4                 | 4                    | 3          | 16                    | 2                  | 31                     | 60        |
| Doelsaldo                | +34               | −2                   | +5         | −8                    | 0                  | +52                    | +85       |
| De nul gehouden          | 5                 | 0                    | 4          | 0                     | 1                  | 15                     | 25        |
| Strafschoppen voor       | 2                 | 0                    | 1          | 0                     | 0                  | 2                      | 5         |
| Strafschoppen tegen      | 0                 | 0                    | 0          | 1                     | 0                  | 2                      | 3         |

### Topscorers 2012/2013
| #                             | Naam                          | Goal |
| ----------------------------- | ----------------------------- | ---- |
| 1.                            | Aras Özbiliz (*)              | 6    |
| 2.                            | Davy Klaassen                 | 5    |
| 3.                            | Viktor Fischer                | 4    |
| 3.                            | Siem de Jong                  | 4    |
| 3.                            | Kolbeinn Sigþórsson           | 4    |
| 6.                            | Thulani Serero                | 3    |
| 7.                            | Lesly de Sa                   | 2    |
| 7.                            | Lasse Schöne                  | 2    |
| 8.                            | Joël Veltman                  | 1    |
| 8.                            | Jody Lukoki                   | 1    |
| 8.                            | Ruben Ligeon                  | 1    |
| 8.                            | Lorenzo Ebecilio (*)          | 1    |
| 8.                            | Theo Janssen (*)              | 1    |
| 8.                            | Daley Blind                   | 1    |
| Eigen Doelpunten Tegenstander | Eigen Doelpunten Tegenstander | 2    |
| Totaal                        | Totaal                        | 38   |

| Nr.                           | Naam                          | Goal |
| ----------------------------- | ----------------------------- | ---- |
| 1.                            | Toby Alderweireld             | 1    |
| Eigen Doelpunten Tegenstander | Eigen Doelpunten Tegenstander | 1    |
| Totaal                        | Totaal                        | 2    |

| Nr.                           | Naam                          | Goal |
| ----------------------------- | ----------------------------- | ---- |
| 1.                            | Siem de Jong                  | 12   |
| 2.                            | Christian Eriksen             | 10   |
| 2.                            | Viktor Fischer                | 10   |
| 4.                            | Kolbeinn Sigþórsson           | 7    |
| 5.                            | Lasse Schöne                  | 6    |
| 5.                            | Danny Hoesen                  | 6    |
| 7.                            | Derk Boerrigter               | 5    |
| 8.                            | Tobias Sana                   | 4    |
| 8.                            | Niklas Moisander              | 4    |
| 8.                            | Ryan Babel                    | 4    |
| 11.                           | Thulani Serero                | 3    |
| 11.                           | Jody Lukoki                   | 3    |
| 13.                           | Toby Alderweireld             | 2    |
| 13.                           | Daley Blind                   | 2    |
| 15.                           | Gregory van der Wiel (*)      | 1    |
| 15.                           | Theo Janssen (*)              | 1    |
| Eigen Doelpunten Tegenstander | Eigen Doelpunten Tegenstander | 4    |
| Totaal                        | Totaal                        | 83   |

| Nr.    | Naam              | Goal |
| ------ | ----------------- | ---- |
| 1.     | Siem de Jong      | 3    |
| 2.     | Niklas Moisander  | 2    |
| 3.     | Christian Eriksen | 1    |
| 3.     | Danny Hoesen      | 1    |
| 3.     | Derk Boerrigter   | 1    |
| Totaal | Totaal            | 8    |

| Nr.    | Naam                 | Goal |
| ------ | -------------------- | ---- |
| 1.     | Christian Eriksen    | 2    |
| 1.     | Viktor Fischer       | 2    |
| 1.     | Kolbeinn Sigthórsson | 2    |
| 4.     | Tobias Sana          | 1    |
| 4.     | Ryan Babel           | 1    |
| 4.     | Siem de Jong         | 1    |
| 4.     | Stefano Denswil      | 1    |
| 4.     | Danny Hoesen         | 1    |
| 4.     | Lasse Schöne         | 1    |
| Totaal | Totaal               | 12   |

| Nr.    | Naam              | Goal |
| ------ | ----------------- | ---- |
| 1.     | Toby Alderweireld | 1    |
| 1.     | Ricardo van Rhijn | 1    |
| Totaal | Totaal            | 2    |

- (*) De volgende spelers hebben AFC Ajax inmiddels verlaten.

### Assists 2012/2013
| #      | Naam             | Assists |
| ------ | ---------------- | ------- |
| 1.     | Theo Janssen (*) | 1       |
| Totaal | Totaal           | 1       |

| Nr.    | Naam                     | Assists |
| ------ | ------------------------ | ------- |
| 1.     | Christian Eriksen        | 13      |
| 2.     | Siem de Jong             | 8       |
| 3.     | Lasse Schöne             | 7       |
| 4.     | Ryan Babel               | 6       |
| 5.     | Viktor Fischer           | 4       |
| 6.     | Derk Boerrigter          | 3       |
| 7.     | Jody Lukoki              | 2       |
| 7.     | Niklas Moisander         | 2       |
| 7.     | Toby Alderweireld        | 2       |
| 7.     | Kolbeinn Sigþórsson      | 2       |
| 7.     | Ricardo van Rhijn        | 2       |
| 11.    | Kenneth Vermeer          | 1       |
| 11.    | Gregory van der Wiel (*) | 1       |
| 11.    | Tobias Sana              | 1       |
| 11.    | Danny Hoesen             | 1       |
| 11.    | Christian Poulsen        | 1       |
| 11.    | Isaac Cuenca             | 1       |
| 11.    | Daley Blind              | 1       |
| Totaal | Totaal                   | 61      |

| Nr.    | Naam              | Assists |
| ------ | ----------------- | ------- |
| 1.     | Tobias Sana       | 1       |
| 1.     | Ryan Babel        | 1       |
| 1.     | Christian Eriksen | 1       |
| 1.     | Viktor Fischer    | 1       |
| 1.     | Lasse Schöne      | 1       |
| 1.     | Derk Boerrigter   | 1       |
| 1.     | Jody Lukoki       | 1       |
| 1.     | Siem de Jong      | 1       |
| 1.     | Ricardo van Rhijn | 1       |
| Totaal | Totaal            | 9       |

| Nr.    | Naam              | Assists |
| ------ | ----------------- | ------- |
| 1.     | Christian Eriksen | 1       |
| 1.     | Siem de Jong      | 1       |
| Totaal | Totaal            | 2       |

| Nr.    | Naam              | Assists |
| ------ | ----------------- | ------- |
| 1.     | Christian Eriksen | 4       |
| 2.     | Ricardo van Rhijn | 1       |
| 2.     | Tobias Sana       | 1       |
| 2.     | Niklas Moisander  | 1       |
| Totaal | Totaal            | 7       |

- (*) De volgende spelers hebben AFC Ajax inmiddels verlaten.

## Prijzen en records 2012/2013
| Competitie             | Status                                                                   |
| ---------------------- | ------------------------------------------------------------------------ |
| / Vriendschappelijk    | 9 wedstrijden gespeeld, 7 gewonnen, 1 gelijk, 1 verloren                 |
| Johan Cruijff Schaal   | zondag 5 augustus 2012 verloren van: PSV                                 |
| KNVB beker             | Uitgeschakeld in halve finale door: AZ                                   |
| UEFA Champions League  | Geëindigd als 3de in Poule D Geplaatst voor 2de ronde UEFA Europa League |
| UEFA Europa League     | Uitgeschakeld in Tweede Ronde door: Steaua Boekarest                     |
| Nederlandse Eredivisie | Eerste na 32 wedstrijden Volgende tegenstander: Willem II                |

| Omschrijving                  | Competitie             | Wedstrijd ( uitslag )                                                                                          |
| ----------------------------- | ---------------------- | --- |
| Grootste Overwinning          | / Vriendschappelijk    | VV Oldenzaal - AFC Ajax ( 0 - 11 )                                                                             |
| Grootste Overwinning          | Johan Cruijff Schaal   | Geen wedstrijd gewonnen                                                                                        |
| Grootste Overwinning          | KNVB beker             | Vitesse - AFC Ajax ( 0 - 4 )                                                                                   |
| Grootste Overwinning          | UEFA Champions League  | AFC Ajax - Manchester City FC ( 3 - 1 )                                                                        |
| Grootste Overwinning          | UEFA Europa League     | AFC Ajax - Steaua Boekarest ( 2 - 0 )                                                                          |
| Grootste Overwinning          | Nederlandse Eredivisie | N.E.C. - AFC Ajax ( 1 - 6 )                                                                                    |
| Grootste Nederlaag            | / Vriendschappelijk    | CR Vasco da Gama - AFC Ajax ( 1 - 0 )                                                                          |
| Grootste Nederlaag            | Johan Cruijff Schaal   | PSV - AFC Ajax ( 4 - 2 )                                                                                       |
| Grootste Nederlaag            | KNVB beker             | AFC Ajax - AZ ( 0 - 3 )                                                                                        |
| Grootste Nederlaag            | UEFA Champions League  | AFC Ajax - Real Madrid CF ( 1 - 4 ) AFC Ajax - Borussia Dortmund ( 1 - 4 ) Real Madrid CF - AFC Ajax ( 4 - 1 ) |
| Grootste Nederlaag            | UEFA Europa League     | Steaua Boekarest - AFC Ajax ( 2 - 0 )                                                                          |
| Grootste Nederlaag            | Nederlandse Eredivisie | Vitesse - AFC Ajax ( 3 - 2 )                                                                                   |
| Meest Doelpuntrijke Wedstrijd | / Vriendschappelijk    | VV Oldenzaal - AFC Ajax ( 0 - 11 )                                                                             |
| Meest Doelpuntrijke Wedstrijd | Johan Cruijff Schaal   | PSV - AFC Ajax ( 4 - 2 )                                                                                       |
| Meest Doelpuntrijke Wedstrijd | KNVB beker             | Vitesse - AFC Ajax ( 0 - 4 )                                                                                   |
| Meest Doelpuntrijke Wedstrijd | UEFA Champions League  | AFC Ajax - Real Madrid CF ( 1 - 4 ) AFC Ajax - Borussia Dortmund ( 1 - 4 )                                     |
| Meest Doelpuntrijke Wedstrijd | UEFA Europa League     | AFC Ajax - Steaua Boekarest ( 2 - 0 ) Steaua Boekarest - AFC Ajax ( 2 - 0 )                                    |
| Meest Doelpuntrijke Wedstrijd | Nederlandse Eredivisie | N.E.C. - AFC Ajax ( 1 - 6 )                                                                                    |

| Prijzen \| Vriendenloterij Vriendencup gewonnen op 5 juli 2012 \| Niklas Moisander werd op 12 november 2012 uitgeroepen tot: Fins Voetballer van het Jaar \| \| Verliezend Finalist Johan Cruijff Schaal op 5 augustus 2012 \| Viktor Fischer werd op 10 december 2012 uitgeroepen tot: Beste Talent Deense Nationale Ploeg in 2012 onder negentien jaar \| \| Derde Ronde behaald in KNVB beker 2012/13 op 26 september 2012 \| Kenneth Vermeer werd op 12 december 2012 uitgeroepen tot: Sportman van het Jaar in Almere \| \| Achtste Finale behaald in KNVB beker 2012/13 op 31 oktober 2012 \| Frank de Boer kreeg op 17 december 2012 de Fanny en werd uitgeroepen tot: Amsterdamse Coach van het Jaar \| \| Tweede Ronde behaald in UEFA Europa League 2012/13 op 4 december 2012 \| Ricardo van Rhijn werd op 9 februari 2013 uitgeroepen tot Sportman van het Jaar'in Leiden \| \| Kwartfinale behaald in KNVB beker 2012/13 op 20 december 2012 \| Frank de Boer werd op 16 april 2013 genomineerd voor de Rinus Michels Award \| \| Halve finale behaald in KNVB beker 2012/13 op 31 januari 2013 \| Viktor Fischer werd door de AFC Ajax uitgeroepen tot Talent van het Jaar. \| \| Kampioen van de Eredivisie 2012/13 op 5 mei 2013 \| Daley Blind werd door de AFC Ajax uitgeroepen tot Ajacied van het Jaar. \| \| - \| Frank de Boer werd op 10 mei 2013 uitgeroepen tot Trainer van het Jaar en kreeg hiermee de Rinus Michels Award. \| | |
| Vriendenloterij Vriendencup gewonnen op 5 juli 2012 | Niklas Moisander werd op 12 november 2012 uitgeroepen tot: Fins Voetballer van het Jaar                                   |
| Verliezend Finalist Johan Cruijff Schaal op 5 augustus 2012 | Viktor Fischer werd op 10 december 2012 uitgeroepen tot: Beste Talent Deense Nationale Ploeg in 2012 onder negentien jaar |
| Derde Ronde behaald in KNVB beker 2012/13 op 26 september 2012 | Kenneth Vermeer werd op 12 december 2012 uitgeroepen tot: Sportman van het Jaar in Almere                                 |
| Achtste Finale behaald in KNVB beker 2012/13 op 31 oktober 2012 | Frank de Boer kreeg op 17 december 2012 de Fanny en werd uitgeroepen tot: Amsterdamse Coach van het Jaar                  |
| Tweede Ronde behaald in UEFA Europa League 2012/13 op 4 december 2012 | Ricardo van Rhijn werd op 9 februari 2013 uitgeroepen tot Sportman van het Jaar'in Leiden                                 |
| Kwartfinale behaald in KNVB beker 2012/13 op 20 december 2012 | Frank de Boer werd op 16 april 2013 genomineerd voor de Rinus Michels Award                                               |
| Halve finale behaald in KNVB beker 2012/13 op 31 januari 2013 | Viktor Fischer werd door de AFC Ajax uitgeroepen tot Talent van het Jaar.                                                 |
| Kampioen van de Eredivisie 2012/13 op 5 mei 2013 | Daley Blind werd door de AFC Ajax uitgeroepen tot Ajacied van het Jaar.                                                   |
| - | Frank de Boer werd op 10 mei 2013 uitgeroepen tot Trainer van het Jaar en kreeg hiermee de Rinus Michels Award.           |

## Selectie 2012/2013
| Nummer | Nationaliteit           | Naam                | Contract tot | Geboortedatum     | Geboorteplaats ( Land van Herkomst ) | Vorige club ( Land )                   | Officiële debuut AFC Ajax ( debuutwedstrijd )      | Eerste officiële doelpunt AFC Ajax ( wedstrijd ) |
| --- | ----------------------- | ------------------- | ------------ | ----------------- | ------------------------------------ | -------------------------------------- | -------------------------------------------------- | ------------------------------------------------ |
| Doelverdediging |                         |                     |              |                   |                                      |                                        |                                                    |                                                  |
| 1 | Vlag van Nederland      | Kenneth Vermeer     | 30 juni 2015 | 10 januari 1986   | Amsterdam ( Nederland )              | Willem II ( Nederland )                | 28 september 2006 ( AFC Ajax - IK Start )          | - - ( - )                                        |
| 22 | Vlag van Nederland      | Jasper Cillessen    | 30 juni 2016 | 22 april 1989     | Groesbeek ( Nederland )              | N.E.C. ( Nederland )                   | 21 september 2011 ( vv Noordwijk - AFC Ajax )      | - - ( - )                                        |
| 30 | Vlag van Nederland      | Mickey van der Hart | 30 juni 2015 | 13 juni 1994      | Amstelveen ( Nederland )             | Jeugdopleiding AFC Ajax ( Nederland )  | - - ( - )                                          | - - ( - )                                        |
| Verdediging |                         |                     |              |                   |                                      |                                        |                                                    |                                                  |
| 2* | Vlag van Nederland      | Ricardo van Rhijn   | 30 juni 2015 | 13 juni 1991      | Leiden ( Nederland )                 | Jeugdopleiding AFC Ajax ( Nederland )  | 21 september 2011 ( vv Noordwijk - AFC Ajax )      | 14 februari 2013 ( AFC Ajax - Steaua Boekarest ) |
| 3 | Vlag van België         | Toby Alderweireld   | 30 juni 2014 | 2 maart 1989      | Wilrijk ( België )                   | Jeugdopleiding AFC Ajax ( Nederland )  | 18 januari 2009 ( N.E.C. - AFC Ajax )              | 30 augustus 2009 ( Heracles Almelo - AFC Ajax )  |
| 4 | Vlag van Finland        | Niklas Moisander    | 30 juni 2015 | 29 september 1985 | Turku ( Finland )                    | AZ ( Nederland )                       | 25 augustus 2012 ( AFC Ajax - NAC Breda )          | 25 augustus 2012 ( AFC Ajax - NAC Breda )        |
| 15 | Vlag van Denemarken     | Nicolai Boilesen    | 30 juni 2016 | 16 februari 1992  | Ballerup ( Denemarken )              | Jeugdopleiding AFC Ajax ( Nederland )  | 3 april 2011 ( AFC Ajax - Heracles Almelo )        | - - ( - )                                        |
| 17 | Vlag van Nederland      | Daley Blind         | 30 juni 2016 | 9 maart 1990      | Amsterdam ( Nederland )              | FC Groningen ( Nederland )             | 7 december 2008 ( FC Volendam - AFC Ajax )         | 10 februari 2013 ( AFC Ajax - Roda JC )          |
| 33 | Vlag van Nederland      | Joël Veltman        | 30 juni 2015 | 15 januari 1992   | IJmuiden ( Nederland )               | Jeugdopleiding AFC Ajax ( Nederland )  | 12 augustus 2012 ( N.E.C. - AFC Ajax )             | - - ( - )                                        |
| 34 | Vlag van Nederland      | Stefano Denswil     | 30 juni 2015 | 7 mei 1993        | Zaandam ( Nederland )                | Jeugdopleiding AFC Ajax ( Nederland )  | 31 oktober 2012 ( ONS Sneek - AFC Ajax )           | 31 oktober 2012 ( ONS Sneek - AFC Ajax )         |
| 35 | Vlag van Nederland      | Mitchell Dijks      | 30 juni 2015 | 9 februari 1993   | Purmerend ( Nederland )              | Jeugdopleiding AFC Ajax ( Nederland )  | 5 augustus 2012 ( PSV - AFC Ajax )                 | - - ( - )                                        |
| Middenveld |                         |                     |              |                   |                                      |                                        |                                                    |                                                  |
| 5 | Vlag van Denemarken     | Christian Poulsen   | 30 juni 2014 | 28 februari 1980  | Asnæs ( Denemarken )                 | Évian Thonon Gaillard FC ( Frankrijk ) | 15 september 2012 ( AFC Ajax - RKC Waalwijk )      | - - ( - )                                        |
| 8 | Vlag van Denemarken     | Christian Eriksen   | 30 juni 2014 | 14 februari 1992  | Middelfart ( Denemarken )            | Jeugdopleiding AFC Ajax ( Nederland )  | 17 januari 2010 ( NAC Breda - AFC Ajax )           | 25 maart 2010 ( Go Ahead Eagles - AFC Ajax )     |
| 10 | Vlag van Nederland      | Siem de Jong        | 30 juni 2015 | 28 januari 1989   | Aigle ( Zwitserland )                | Jeugdopleiding AFC Ajax ( Nederland )  | 26 september 2007 ( Kozakken Boys - AFC Ajax )     | 7 oktober 2007 ( Sparta - AFC Ajax )             |
| 18 | Vlag van Nederland      | Davy Klaassen       | 30 juni 2016 | 21 februari 1993  | Hilversum ( Nederland )              | Jeugdopleiding AFC Ajax ( Nederland )  | 22 november 2011 ( Olympique Lyonnais - AFC Ajax ) | 27 november 2011 ( N.E.C. - AFC Ajax )           |
| 20 | Vlag van Denemarken     | Lasse Schöne        | 30 juni 2015 | 27 mei 1986       | Glostrup ( Denemarken )              | N.E.C. ( Nederland )                   | 5 augustus 2012 ( PSV - AFC Ajax )                 | 15 september 2012 ( AFC Ajax - RKC Waalwijk )    |
| 25 | Vlag van Zuid-Afrika    | Thulani Serero      | 30 juni 2015 | 11 april 1990     | Johannesburg ( Zuid-Afrika )         | Ajax Cape Town ( Zuid-Afrika )         | 7 augustus 2011 ( De Graafschap - AFC Ajax )       | 25 augustus 2012 ( AFC Ajax - NAC Breda )        |
| Aanval |                         |                     |              |                   |                                      |                                        |                                                    |                                                  |
| 7 | Vlag van Servië         | Miralem Sulejmani   | 30 juni 2013 | 5 december 1988   | Belgrado ( Servië )                  | sc Heerenveen ( Nederland )            | 30 augustus 2008 ( Willem II - AFC Ajax )          | 30 augustus 2008 ( Willem II - AFC Ajax )        |
| 9 | Vlag van IJsland        | Kolbeinn Sigþórsson | 30 juni 2015 | 14 maart 1990     | Reykjavik ( IJsland )                | AZ ( Nederland )                       | 30 juli 2011 ( FC Twente - AFC Ajax )              | 14 augustus 2011 ( Ajax - SC Heerenveen )        |
| 11 | Vlag van Spanje         | Isaac Cuenca        | 30 juni 2013 | 27 april 1991     | Reus ( Spanje )                      | FC Barcelona ( Spanje )                | 10 februari 2013 ( AFC Ajax - Roda JC )            | - - ( - )                                        |
| 16 | Vlag van Denemarken     | Lucas Andersen      | 30 juni 2016 | 13 september 1994 | Aalborg ( Denemarken )               | Aalborg BK ( Denemarken )              | 8 december 2012 ( AFC Ajax - FC Groningen )        | - - ( - )                                        |
| 19 | Vlag van Zweden         | Tobias Sana         | 30 juni 2015 | 11 juli 1989      | Göteborg ( Zweden )                  | IFK Göteborg ( Zweden )                | 12 augustus 2012 ( AFC Ajax - AZ )                 | 19 augustus 2012 ( N.E.C. - AFC Ajax )           |
| 21 | Vlag van Nederland      | Derk Boerrigter     | 30 juni 2014 | 16 oktober 1986   | Oldenzaal ( Nederland )              | RKC Waalwijk ( Nederland )             | 30 juli 2011 ( FC Twente - AFC Ajax )              | 7 augustus 2011 ( Graafschap - AFC Ajax )        |
| 23 | Vlag van Nederland      | Danny Hoesen        | 30 juni 2015 | 15 januari 1991   | Heerlen ( Nederland )                | Fulham FC ( Engeland )                 | 3 oktober 2012 ( AFC Ajax - Real Madrid CF )       | 17 november 2012 ( AFC Ajax - VVV-Venlo )        |
| 27 | Vlag van Congo-Kinshasa | Jody Lukoki         | 30 juni 2015 | 15 november 1992  | Kinshasa ( Congo )                   | Jeugdopleiding AFC Ajax ( Nederland )  | 19 januari 2011 ( AFC Ajax - Feyenoord )           | 29 oktober 2011 ( Roda JC - AFC Ajax )           |
| 39 | Vlag van Denemarken     | Viktor Fischer      | 30 juni 2017 | 9 juni 1994       | Aarhus ( Denemarken )                | Jeugdopleiding AFC Ajax ( Nederland )  | 5 augustus 2012 ( PSV - AFC Ajax )                 | 31 oktober 2012 ( ONS Sneek - AFC Ajax )         |
| 49 | Vlag van Nederland      | Ryan Babel          | 30 juni 2013 | 19 december 1986  | Amsterdam ( Nederland )              | TSG 1899 Hoffenheim ( Duitsland )      | 1 februari 2004 ( AFC Ajax - ADO Den Haag )        | 20 november 2004 ( De Graafschap - AFC Ajax )    |
| Jeugdspelers in AFC Ajax-selectie ( spelers van Jong Ajax of Ajax A1 die meespeelden in wedstrijden van AFC Ajax ) |                         |                     |              |                   |                                      |                                        |                                                    |                                                  |
| 43 | Vlag van Nederland      | Ilan Boccara        | 30 juni 2015 | 14 mei 1993       | Boulogne-Billancourt ( Frankrijk )   | Paris Saint-Germain ( Frankrijk )      | 2 september 2012 ( Sc Heerenveen - AFC Ajax )      | - - ( - )                                        |
| 32 | Vlag van Nederland      | Ruben Ligeon        | 30 juni 2016 | 24 mei 1992       | Amsterdam ( Nederland )              | Jeugdopleiding AFC Ajax ( Nederland )  | 15 oktober 2011 ( AFC Ajax - AZ )                  | - - ( - )                                        |
| 37 | Vlag van Nederland      | Lesly de Sa         | 30 juni 2016 | 2 april 1993      | Mijdrecht ( Nederland )              | Jeugdopleiding AFC Ajax ( Nederland )  | 21 september 2011 ( vv Noordwijk - AFC Ajax )      | 21 september 2011 ( vv Noordwijk - AFC Ajax )    |
| 40 | Vlag van Nederland      | Fabian Sporkslede   | 30 juni 2015 | 3 augustus 1993   | Amstelveen ( Nederland )             | Jeugdopleiding AFC Ajax ( Nederland )  | 26 september 2012 ( FC Utrecht - AFC Ajax )        | - - ( - )                                        |

- Ricardo van Rhijn speelde voor de winterstop met rugnummer 24, na de winterstop mag hij met rugnummer 2 gaan spelen.

## Technische/Medische Staf 2012/2013
| Functie                | Naam              |
| ---------------------- | ----------------- |
| Hoofdtrainer           | Frank de Boer     |
| Assistent-trainer      | Hennie Spijkerman |
| Assistent-trainer      | Dennis Bergkamp   |
| Keeperstrainer         | Carlo l'Ami       |
| Hoofd Jeugdopleidingen | Wim Jonk          |

| Functie                        | Naam                                 |
| ------------------------------ | ------------------------------------ |
| Manager Physical Performance   | Gavin Benjafield                     |
| Sportarts Physical Performance | Bas Peijs                            |
| Sportarts Physical Performance | Don de Winter ( per 1 oktober 2012 ) |
| Fysiotherapeut                 | Ralph van der Horst                  |
| Fysiotherapeut                 | Pim van Dord                         |
| Fysiotherapeut                 | Frank van Deursen                    |
| Conditie/Hersteltrainer        | Björn Rekelhof                       |
| Masseur/Pedicure               | Rob Koster                           |

| Functie           | Naam            |
| ----------------- | --------------- |
| Team Manager      | David Endt      |
| Spelersbegeleider | Herman Pinkster |
| Persvoorlichter   | Miel Brinkhuis  |

## Bestuur 2012/2013
| Functie                | Naam                                        |
| ---------------------- | ------------------------------------------- |
| Algemeen Directeur     | Michael Kinsbergen ( per 26 november 2012 ) |
| Directeur Voetbalzaken | Marc Overmars                               |
| Directeur Marketing    | Edwin van der Sar ( per 26 november 2012 )  |
| Financieel Directeur   | Jeroen Slop                                 |
| Commercieel Directeur  | Henri van der Aat ( tot 31 december 2012 )  |

| Functie               | Naam                |
| --------------------- | ------------------- |
| President-Commissaris | Hans Wijers         |
| Commissaris           | Theo van Duivenbode |
| Commissaris           | Leo van Wijk        |
| Commissaris           | Dolf Collee         |
| Commissaris           | Ernst Ligthart      |

| Functie    | Naam              |
| ---------- | ----------------- |
| Voorzitter | Hennie Henrichs   |
| Lid        | Jan Buskermolen   |
| Lid        | Cees Vervoorn     |
| Lid        | Ronald Pieloor    |
| Lid        | Tonny Bruins Slot |
| Lid        | Dick Schoenaker   |
| Lid        | Maarten Oldenhof  |

## Transfers 2012/2013

##### Aangetrokken

###### Spelers
|                     | Naam                | Positie      | Vorige Club ( Land )                   | Periode | Type                                | Transfersom                           |
| ------------------- | ------------------- | ------------ | -------------------------------------- | ------- | ----------------------------------- | ------------------------------------- |
| Vlag van Nederland  | Ilan Boccara        | Middenvelder | Paris Saint-Germain ( Frankrijk )      | Zomer   | Transfer                            | €500.000                              |
| Vlag van Zweden     | Tobias Sana         | Aanvaller    | IFK Göteborg ( Zweden )                | Zomer   | Transfer                            | €350.000                              |
| Vlag van Finland    | Niklas Moisander    | Verdediger   | AZ ( Nederland )                       | Zomer   | Transfer                            | €4.000.000                            |
| Vlag van Denemarken | Lucas Andersen      | Middenvelder | Aalborg BK ( Denemarken )              | Zomer   | Transfer                            | €1.300.000                            |
| Vlag van Nederland  | Danny Hoesen        | Aanvaller    | Fulham FC ( Engeland )                 | Zomer   | Transfer                            | €350.000                              |
| Vlag van Nederland  | Ryan Babel          | Aanvaller    | TSG 1899 Hoffenheim ( Duitsland )      | Zomer   | Transfervrij                        | -                                     |
| Vlag van Denemarken | Christian Poulsen   | Middenvelder | Évian Thonon Gaillard FC ( Frankrijk ) | Zomer   | Transfervrij                        | -                                     |
| Vlag van Denemarken | Lasse Schöne        | Middenvelder | N.E.C. ( Nederland )                   | Zomer   | Transfervrij                        | -                                     |
| Vlag van Nederland  | Roly Bonevacia      | Middenvelder | NAC Breda ( Nederland )                | Zomer   | Terug van Verhuurperiode            | -                                     |
| Vlag van Nederland  | Mickey van der Hart | Doelman      | AFC Ajax A1 ( Nederland )              | Zomer   | Doorgestroomd vanuit jeugdopleiding | -                                     |
| Vlag van Nederland  | Joël Veltman        | Verdediger   | Jong Ajax ( Nederland )                | Zomer   | Doorgestroomd vanuit jeugdopleiding | -                                     |
| Vlag van Nederland  | Stefano Denswil     | Verdediger   | AFC Ajax A1 ( Nederland )              | Zomer   | Doorgestroomd vanuit jeugdopleiding | -                                     |
| Vlag van Nederland  | Davy Klaassen       | Aanvaller    | AFC Ajax A1 ( Nederland )              | Zomer   | Doorgestroomd vanuit jeugdopleiding | -                                     |
| Vlag van Denemarken | Viktor Fischer      | Middenvelder | AFC Ajax A1 ( Nederland )              | Zomer   | Doorgestroomd vanuit jeugdopleiding | -                                     |
| Vlag van Nederland  | Mitchell Dijks      | Verdediger   | AFC Ajax A1 ( Nederland )              | Zomer   | Doorgestroomd vanuit jeugdopleiding | -                                     |
| Vlag van Spanje     | Isaac Cuenca        | Aanvaller    | FC Barcelona ( Spanje )                | Winter  | Huur                                | Gehuurd tot het einde van het seizoen |

###### Technische/medische Staf
|                      | Naam             | Functie                        | Periode      | Vorige Club ( land )           |
| -------------------- | ---------------- | ------------------------------ | ------------ | ------------------------------ |
| Vlag van Zuid-Afrika | Gavin Benjafield | Manager Physical Performance   | Zomer        | Ajax Cape Town ( Zuid-Afrika ) |
| Vlag van Nederland   | Don de Winter    | Sportarts Physical Performance | oktober 2012 | NNB ( - )                      |
| Vlag van Nederland   | Bas Peijs        | Sportarts Physical Performance | Zomer        | NNB ( - )                      |
| Vlag van Nederland   | Björn Rekelhof   | Conditie/Hersteltrainer        | Zomer        | Sc Heerenveen ( Nederland )    |

##### Vertrokken

###### Spelers
|                     | Naam                 | Positie      | Nieuwe club ( land )              | Periode | Type         | Transfersom                                  |
| ------------------- | -------------------- | ------------ | --------------------------------- | ------- | ------------ | -------------------------------------------- |
| Vlag van Nederland  | André Ooijer         | Verdediger   | NVT                               | Zomer   | Gestopt      | -                                            |
| Vlag van Nederland  | Jeroen Verhoeven     | Doelman      | FC Utrecht ( Nederland )          | Zomer   | Transfervrij | -                                            |
| Vlag van Rusland    | Dmitri Boelykin      | Aanvaller    | FC Twente ( Nederland )           | Zomer   | Transfervrij | -                                            |
| Vlag van Uruguay    | Nicolás Lodeiro      | Middenvelder | Botafogo FR ( Brazilië )          | Zomer   | Transfervrij | -                                            |
| Vlag van Uruguay    | Bruno Silva          | Verdediger   | NVT                               | Zomer   | Gestopt      | -                                            |
| Vlag van Nederland  | Florian Jozefzoon    | Aanvaller    | RKC Waalwijk ( Nederland )        | Zomer   | Transfervrij | -                                            |
| Vlag van Nederland  | Marco Bizot          | Doelman      | FC Groningen ( Nederland )        | Zomer   | Transfer     | €125.000                                     |
| Vlag van Marokko    | Ismaïl Aissati       | Middenvelder | Antalyaspor ( Turkije )           | Zomer   | Transfervrij | -                                            |
| Vlag van België     | Jan Vertonghen       | Verdediger   | Tottenham Hotspur ( Engeland )    | Zomer   | Transfer     | €12.000.000 ( €9 mln vast, €3 mln variabel ) |
| Vlag van Nederland  | Rodney Sneijder      | Middenvelder | RKC Waalwijk ( Nederland )        | Zomer   | Transfer     | NNB                                          |
| Vlag van Marokko    | Mounir El Hamdaoui   | Aanvaller    | ACF Fiorentina ( Italië )         | Zomer   | Transfer     | €850.000                                     |
| Vlag van Nederland  | Geoffrey Castillion  | Aanvaller    | Heracles Almelo ( Nederland )     | Zomer   | Verhuur      | -                                            |
| Vlag van Argentinië | Dario Cvitanich      | Aanvaller    | OGC Nice ( Frankrijk )            | Zomer   | Transfer     | €400.000                                     |
| Vlag van Nederland  | Ricardo Kip          | Middenvelder | Almere City FC ( Nederland )      | Zomer   | Verhuur      | -                                            |
| Vlag van Finland    | Henri Toivomäki      | Verdediger   | Almere City FC ( Nederland )      | Zomer   | Verhuur      | -                                            |
| Vlag van Armenië    | Aras Özbiliz         | Aanvaller    | FK Koeban Krasnodar ( Rusland )   | Zomer   | Transfer     | €1.000.000                                   |
| Vlag van Nederland  | Vurnon Anita         | Middenvelder | Newcastle United FC ( Engeland )  | Zomer   | Transfer     | €8.500.000                                   |
| Vlag van Nederland  | Theo Janssen         | Middenvelder | Vitesse ( Nederland )             | Zomer   | Transfer     | €600.000                                     |
| Vlag van Nederland  | Gregory van der Wiel | Verdediger   | Paris Saint-Germain ( Frankrijk ) | Zomer   | Transfer     | €6.000.000                                   |
| Vlag van Nederland  | Roly Bonevacia       | Middenvelder | Roda JC Kerkrade ( Nederland )    | Winter  | Verhuur      | -                                            |
| Vlag van Nederland  | Xandro Schenk        | Middenvelder | Go Ahead Eagles ( Nederland )     | Winter  | Verhuur      | -                                            |
| Vlag van Nederland  | Sven Nieuwpoort      | Verdediger   | Almere City FC ( Nederland )      | Winter  | Verhuur      | -                                            |
| Vlag van Nederland  | Gino van Kessel      | Aanvaller    | Almere City FC ( Nederland )      | Winter  | Verhuur      | -                                            |
| Vlag van Nederland  | Yener Arica          | Aanvaller    | Kayserispor ( Turkije )           | Winter  | Transfer     | NNB                                          |
| Vlag van België     | Mats Rits            | Middenvelder | KV Mechelen ( België )            | Winter  | Transfer     | NNB                                          |
| Vlag van Nederland  | Lorenzo Ebecilio     | Aanvaller    | Metallurg Donetsk ( Oekraïne )    | Winter  | Transfer     | €400.000                                     |
| Vlag van Nederland  | Dico Koppers         | Verdediger   | ADO Den Haag ( Nederland )        | Winter  | Verhuur      | -                                            |
| Vlag van Kameroen   | Eyong Enoh           | Middenvelder | Fulham FC ( Engeland )            | Winter  | Verhuur      | Halfjarig verhuur met optie tot koop         |

###### Technische/Medische Staf
|                    | Naam           | Functie                        | Periode | Nieuwe Club ( land )            |
| ------------------ | -------------- | ------------------------------ | ------- | ------------------------------- |
| Vlag van Nederland | René Wormhoudt | Conditietrainer/Hersteltrainer | Zomer   | Vitesse ( Nederland )           |
| Vlag van Nederland | Edwin Goedhart | Hoofd Medische Staf/Clubarts   | Zomer   | AZ ( Nederland )                |
| Vlag van Nederland | Niels Wijne    | Clubarts                       | Zomer   | FC Utrecht ( Nederland )        |
| Vlag van Nederland | Piet Bon       | Clubarts                       | Zomer   | Nederlands Elftal ( Nederland ) |
| Vlag van Nederland | Jos Kortekaas  | Fysiotherapeut                 | Zomer   | Vitesse ( Nederland )           |